# Biserica Sfântul Nicolae din Mănăstirea, Cluj

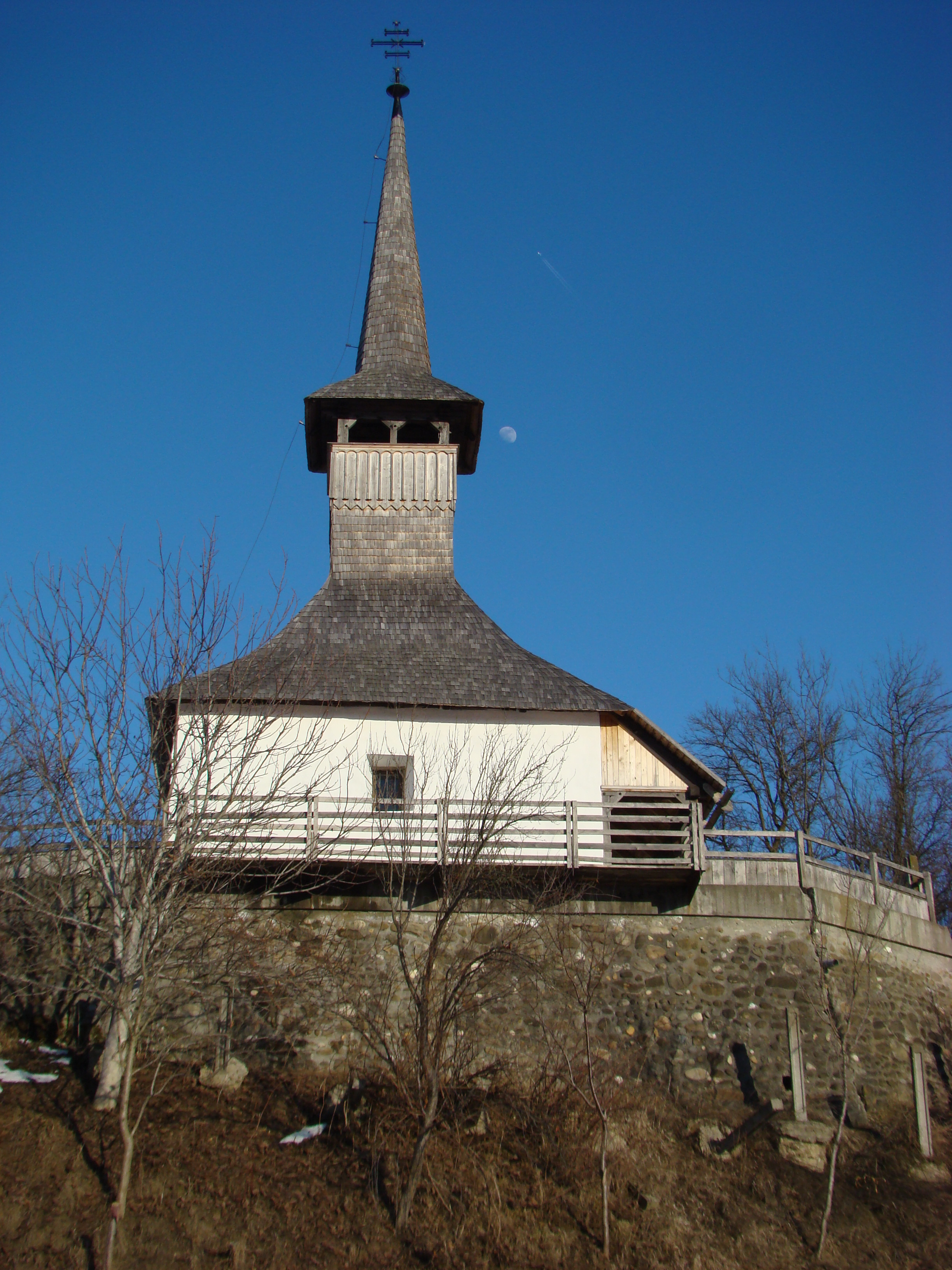
Biserica „Sfântul Nicolae” din satul Mănăstirea, comuna Mica, județul Cluj, foto: martie 2012.

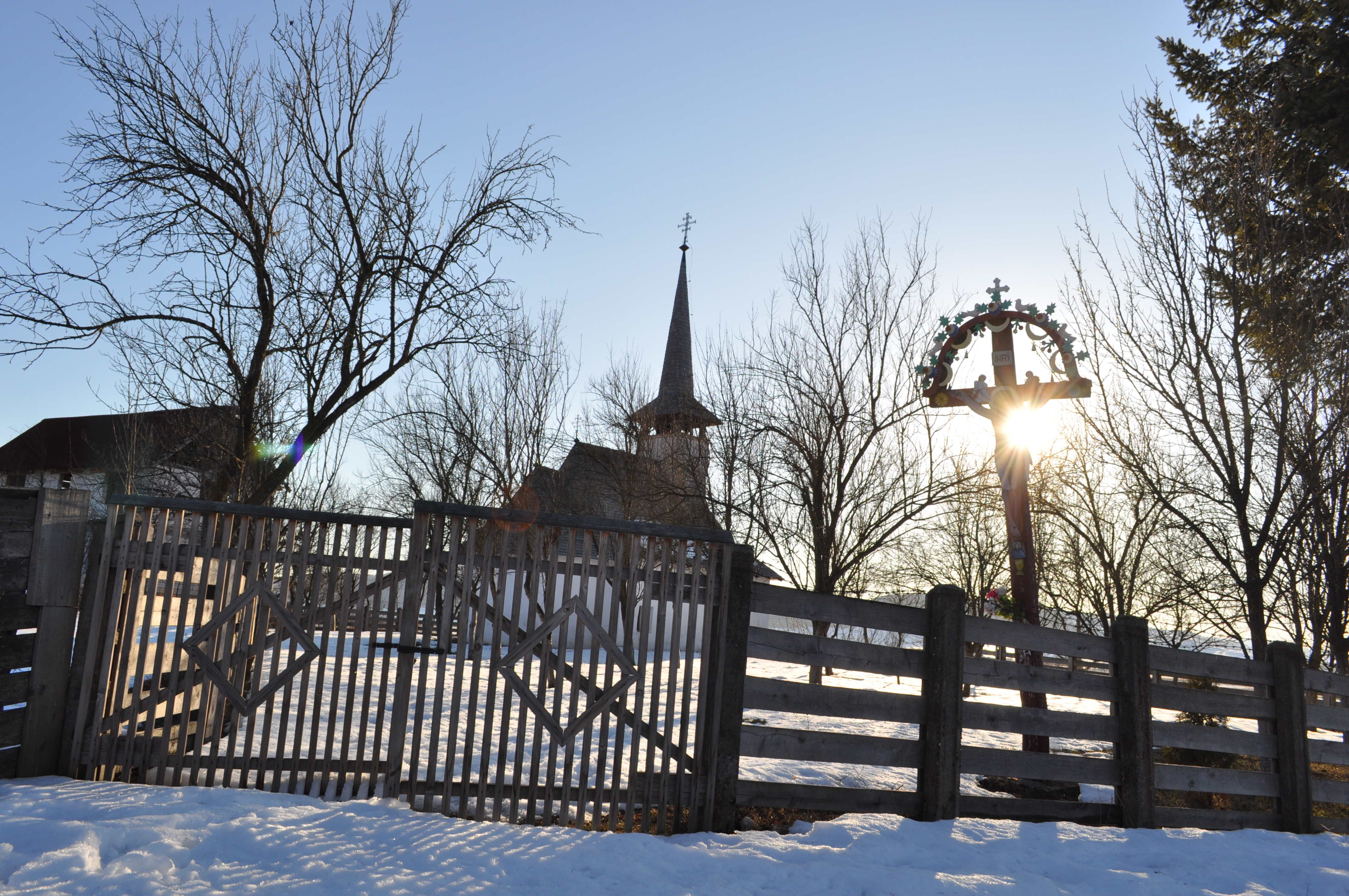
Biserica „Sfântul Nicolae” din satul Mănăstirea, comuna Mica, județul Cluj, foto: martie 2012.

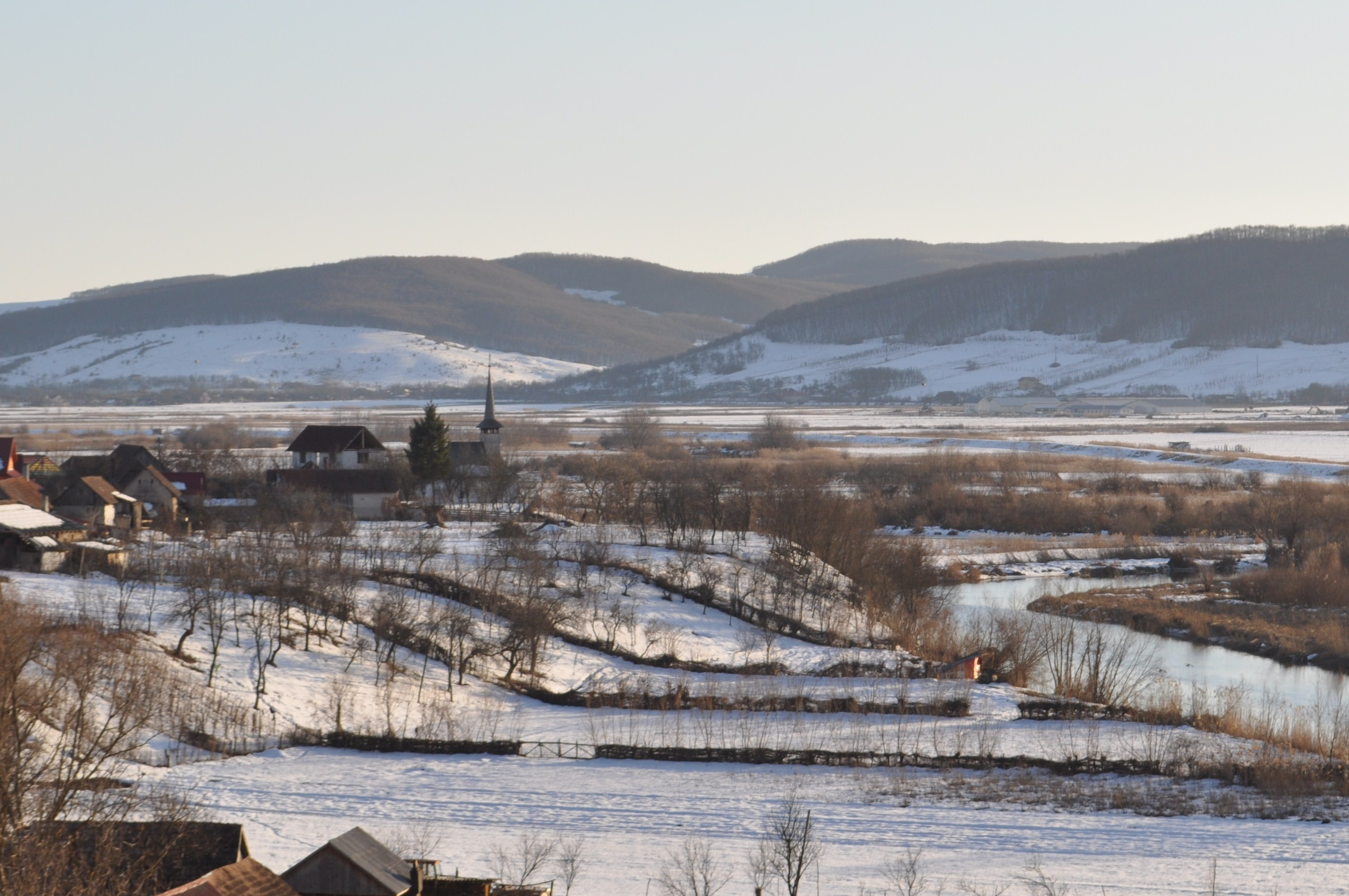
Biserica din depărtare

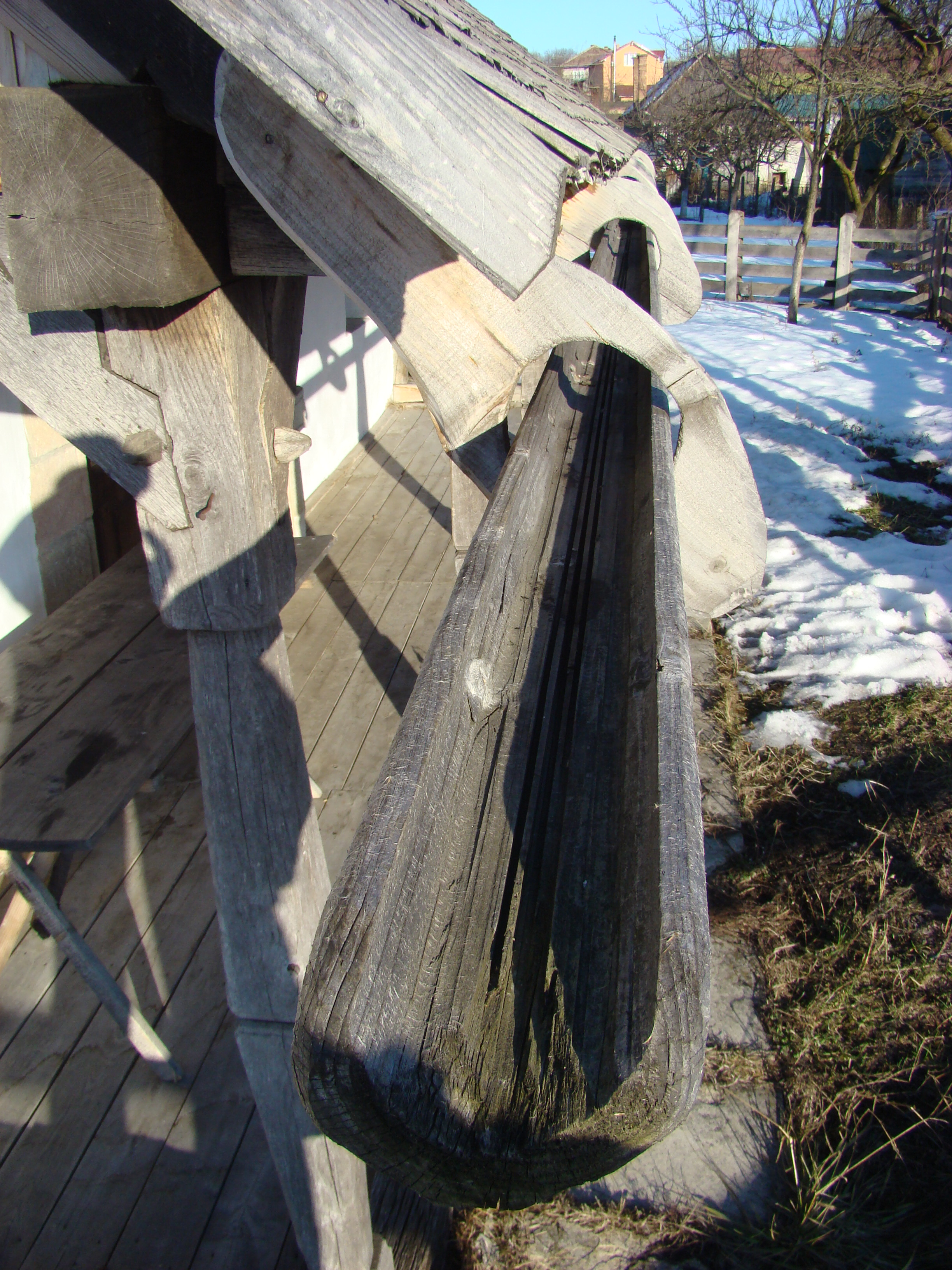
Jgheabul de lemn

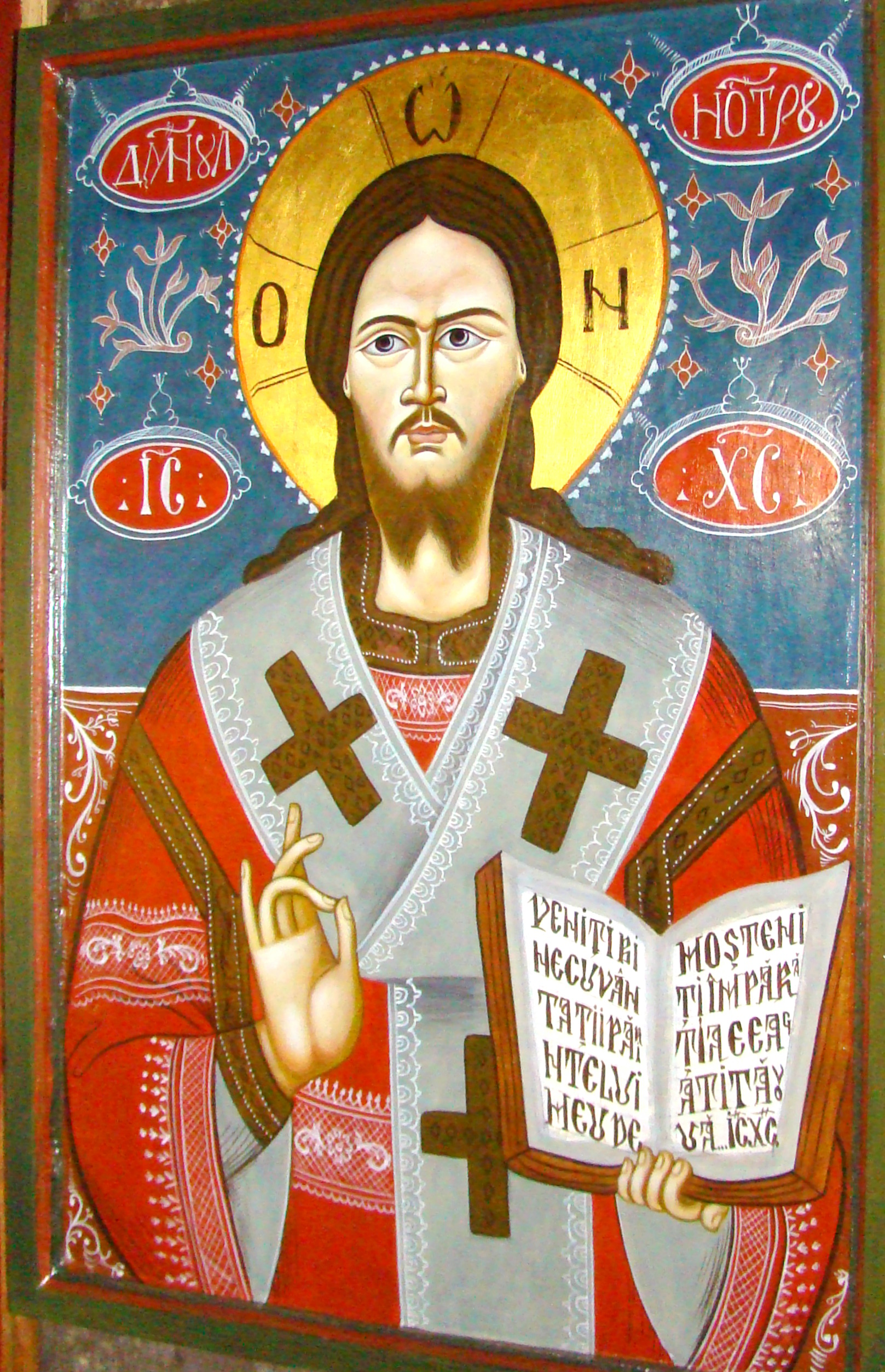
Icoană împărătească: Iisus binecuvântând

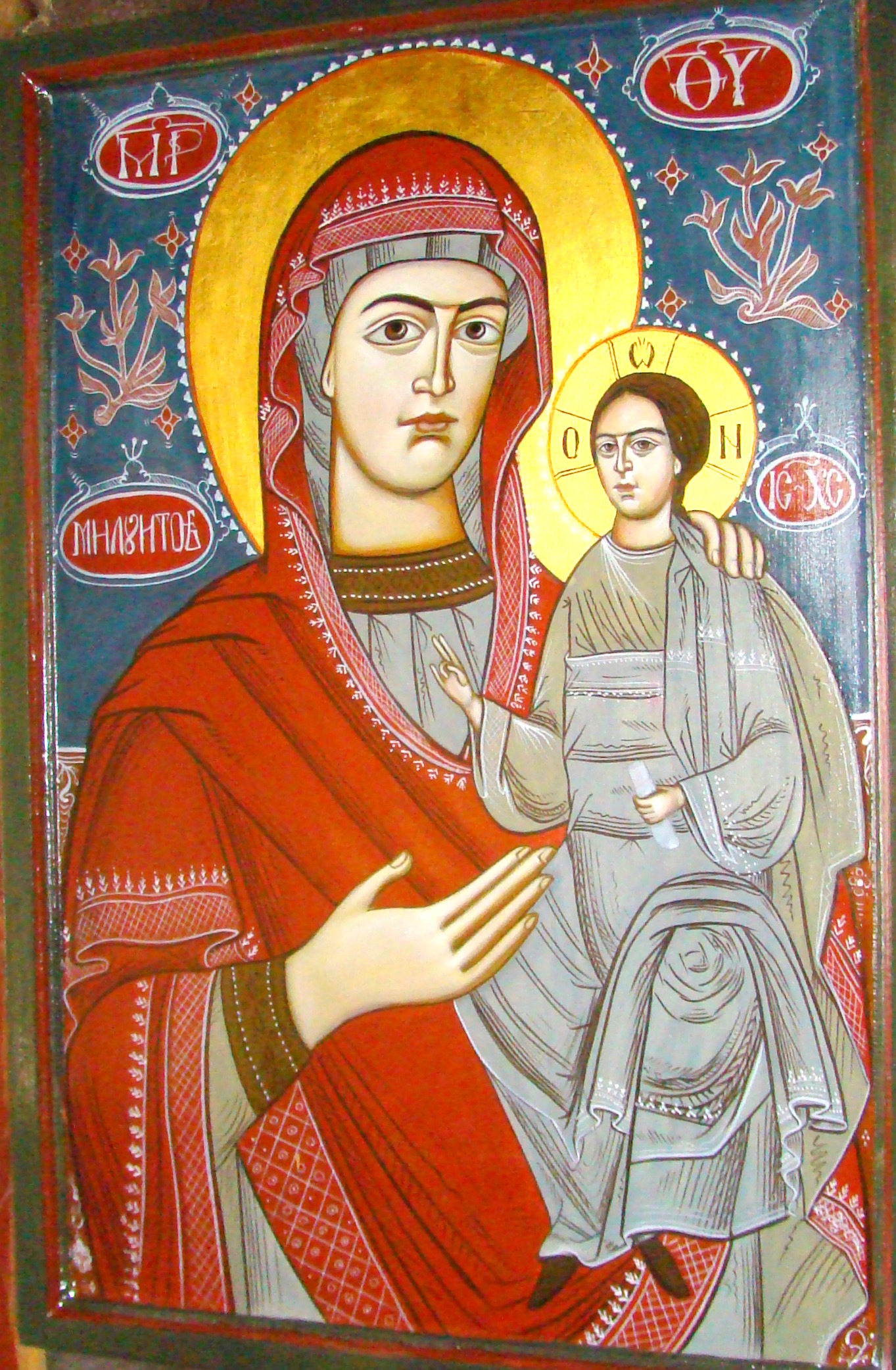
Icoană împărătească: Maria cu pruncul

Biserica „Sfântul Nicolae” din Mănăstirea (Benediug), comuna Mica, județul Cluj, a fost construită în secolul al XIII-lea. Lăcașul de cult figurează pe lista monumentelor istorice 2010, cod LMI CJ-II-m-B-07702.

## Istoric și trăsături
Biserica „Sfântul Nicolae” din Mănăstirea, este unul din cele mai vechi și valoroase monumente de arhitectură medievală păstrate în zona Dejului.
Edificiul a fost ridicată din pereți puternici, de piatră, în secolul al XIII-lea, și refăcută parțial în 1330, biserica se află în partea vestică a satului, pe un pinten înaintat de terasă a Câmpiei Transilvaniei, înfipt în malul drept al Someșului Mic, la 2 km de confluența acestuia cu Someșul Mare și la 4 km de Dej. A servit ca lăcaș de cult pentru Biserica Română Unită cu Roma, Greco-Catolică, din localitate până în anul 1939 când, de la contele Korniș se cumpără biserica în stil gotic târziu, mai nouă și încăpătoare, aflată la sud de sat.
Cine și când anume a construit această biserică de piatră, încă martoră a istoriei, nu se știe. Este posibil să fie primul așezământ monahal construit de călugării benedictini, ctitori a numeroase așezăminte de pe culoarul Someșului Mic și Someșului Mare. Atribuirea ei unei comunități de valahi ca atestat „a existenței și afirmării neîntrerupte a populației românești pe teritoriul de la confluiența Someșurilor”, este discutabilă, fiind mai degrabă produsul unui entuziasm patriotic sustras probei cu documente și logicii. Numele localității, în 1308 Scembenedek, consacrare toponimică părintelui spiritual al ordinului călugărilor benedictini, activi în Transilvania în primele trei veacuri ale celui de al doilea mileniu creștin, planimetria specifică bisericilor romano-catolice și cadrul legislativ restrictiv care interzicea românilor de religie răsăriteană ridicarea bisericilor de piatră, sugerează o ctitorie benedictină. Când a intrat biserica în folosul românilor e greu de spus, căci prima mențiune referitoare la o biserică românească datează abia din 1733. Cum documentul a înregistrat doar existența bisericii fără referire la locație, materiale de construcție, vechime și stare, nu știm dacă este vorba de această biserică sau de una de lemn menționată ca fiind construită în 1700.
Arhitectural, acest edificiu, cu puternici pereți din piatră, este o originală și valoroasă expresie a stilului romanic transilvan. Naosul dreptunghiular, cu bolta semicilindrică, are pe latura de est o absidă semicirculară decroșată, pentru altar, iar în latura vestică pronaosul. Ieșirea se face prin latura sudică a pronaosului, printr-un portal romanic, ce dă într-un pridvor deschis. Acoperișul acestui pridvor, aflat de-a lungul naosului și pronaosului, se sprijină pe șase stâlpi patrulateri, din lemn, ornamentați cu crestături tradiționale românești.
În partea vestică a bisericii din Mănăstirea, peste pronaos, în secolul al XVIII-lea, a fost ridicat un turn-clopotniță care, degradat fiind, în 1977, a fost refăcut, din lemn, cu foișor și coif alungit, acoperit cu șindrilă, ca întregul edificiu. Cu ocazia lucrărilor de restaurare, pe peretele nordic al absidei și naosului, au fost găsite câteva palide urme de pictură murală, iar în jurul bisericii mai multe morminte vechi. De acest lăcaș, de cult mai aparținea și un clopot, de mici dimnensiuni, spart, care are gravată pe el, în relief, cu litere latine și grecești, o inscripție, care cuprinde în ea și anul 1631:”Z 4.VI.1361.D.A. AKSURED SINROK GIS.N.D.O.GAM. CA SILPS”. În traducerea profesorului de limba latină Ilie Butoi, această inscripție ne face cunoscut că „În anul Domnului 1631, ziua 4, luna 6, Sigismund Korniș de Ruska a dat 1068 sicli și 176 acri (pământ)”. Tălmăcitorul inscripției mai face explicația că „așezarea de la dreapta la stânga a literelor, cu ocazia turnării clopotului, nu este cauzată dintr-o eroare, ci dintr-un scop ușor de identificat. Scopul urmărit se observă și din cele două numere formate dintr-un amestec de cifre slavone și latine, așezate în mod neobișnuit, de la dreapta la stânga”. În 1955, acest clopot cu inscripția din 1631 a fost predat Muzeului Municipal Dej, iar în prezent el constituie una dintre piesele de importantă valoare istorică și documentară din colecțiile amintitei instituții.
Biserica cea veche, ortodoxă, din Mănăstirea (contemporană cunoscutelor biserici românești de sec. XIII-XIV din Densuș, Strei, Gurasada, Sântămaria-Orlea), are o semnificație artistică-istorică și documentară de excepție, fiind nu numai una dintre  ”… cele mai vechi biserici românești de piatră care s-au păstrat” - cum afirmă cunoscutul istoric de artă Vasile Drăguț, ci și o dovadă certă că, la începutul mileniului doi al erei noastre (sec. XIII), populația românească din această zonă de confluență a Someșului se menține numeroasă, constituită într-o comunitate bine organizată, cu o dezvoltată cultură materială și spirituală, capabilă ca împotriva vitregiilor vremilor, să lase aici, până azi, valoroase vestigii de arhitectură romanică, precum această veche și simplă expresie a culturii medievale din zonă.
De-a lungul celor șapte veacuri de existență, tradiția spune că, în unele perioade, pe lângă această bisericuță românească, a funcționat și o școală confesională, frecventată de copii și tineri din Mănăstirea și satul Mica. Cum, între 1940 și 1974, vechea bisericuță n-a fost întrebuințată și întreținută corespunzător, aceasta s-a deteriorat în mod grav; între 1975 și 1978, Direcția pentru patrimoniul cultural național din cadrul Ministerului culturii a găsit posibilitatea pentru a interveni cu eficiență, iar valorosul monument a fost salvat de la distrugere totală. Se preconizează ca biserica să fie înzestrată corespunzător, spre a fi pusă în folosința locală, și, chiar inclusă în circuitul turistic, alături de biserica de secol XVI-lea (zisă și „dinafară”), de importantă expresie arhitecturală renascentistă transilvană, care a servit drept capelă pentru castelul Korniș, de la Mănăstirea.

## Imagini din exterior

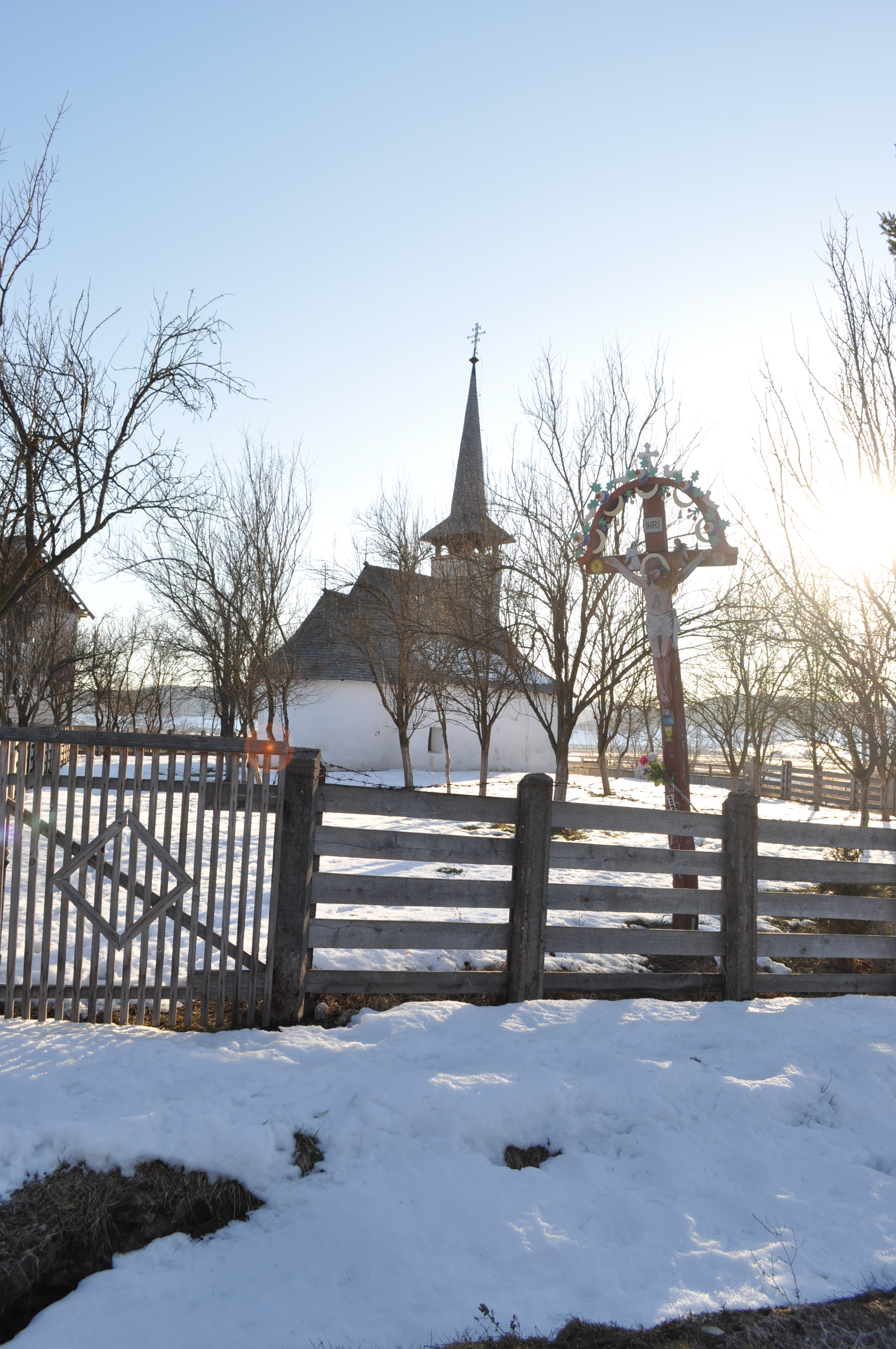
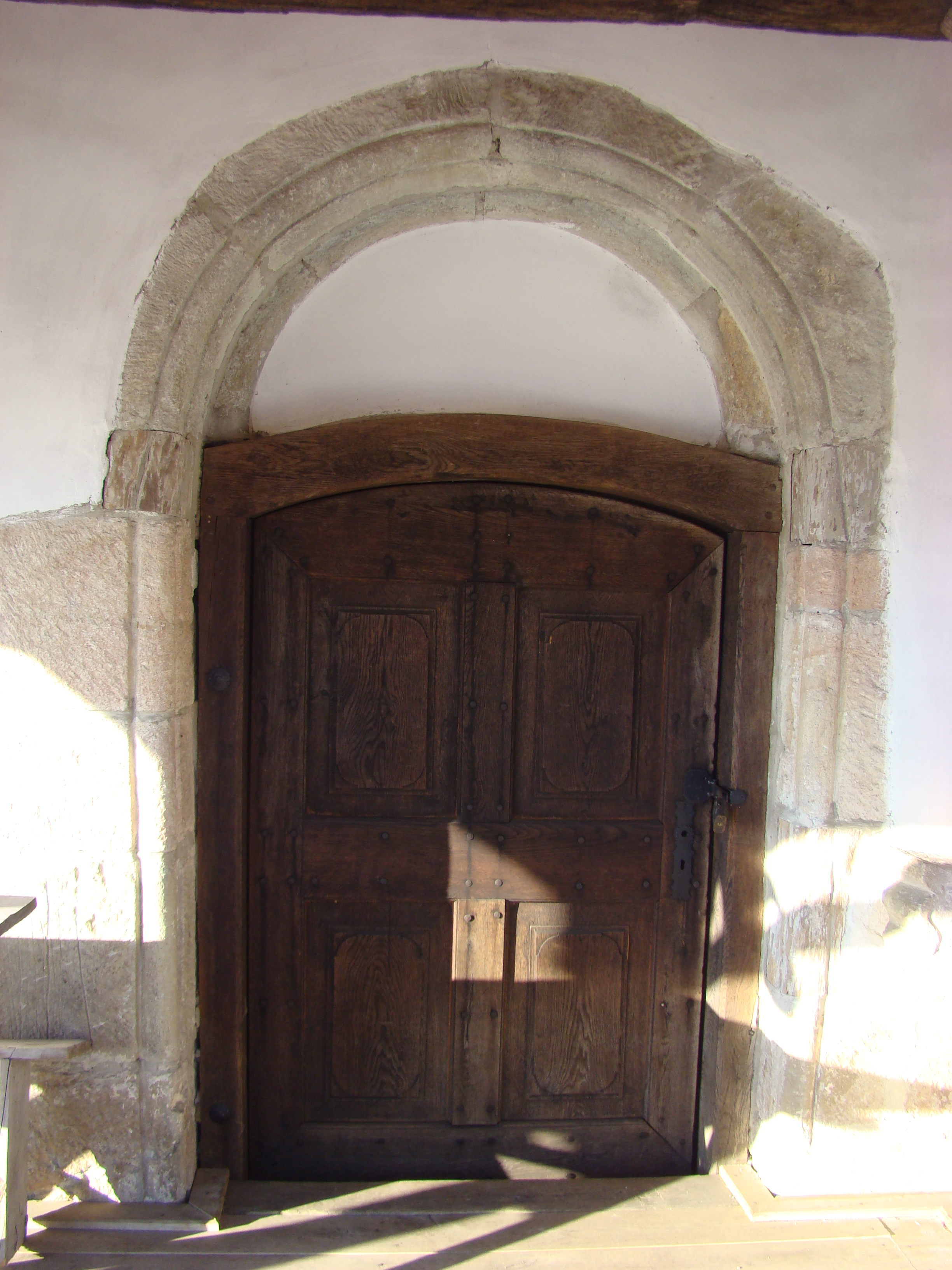
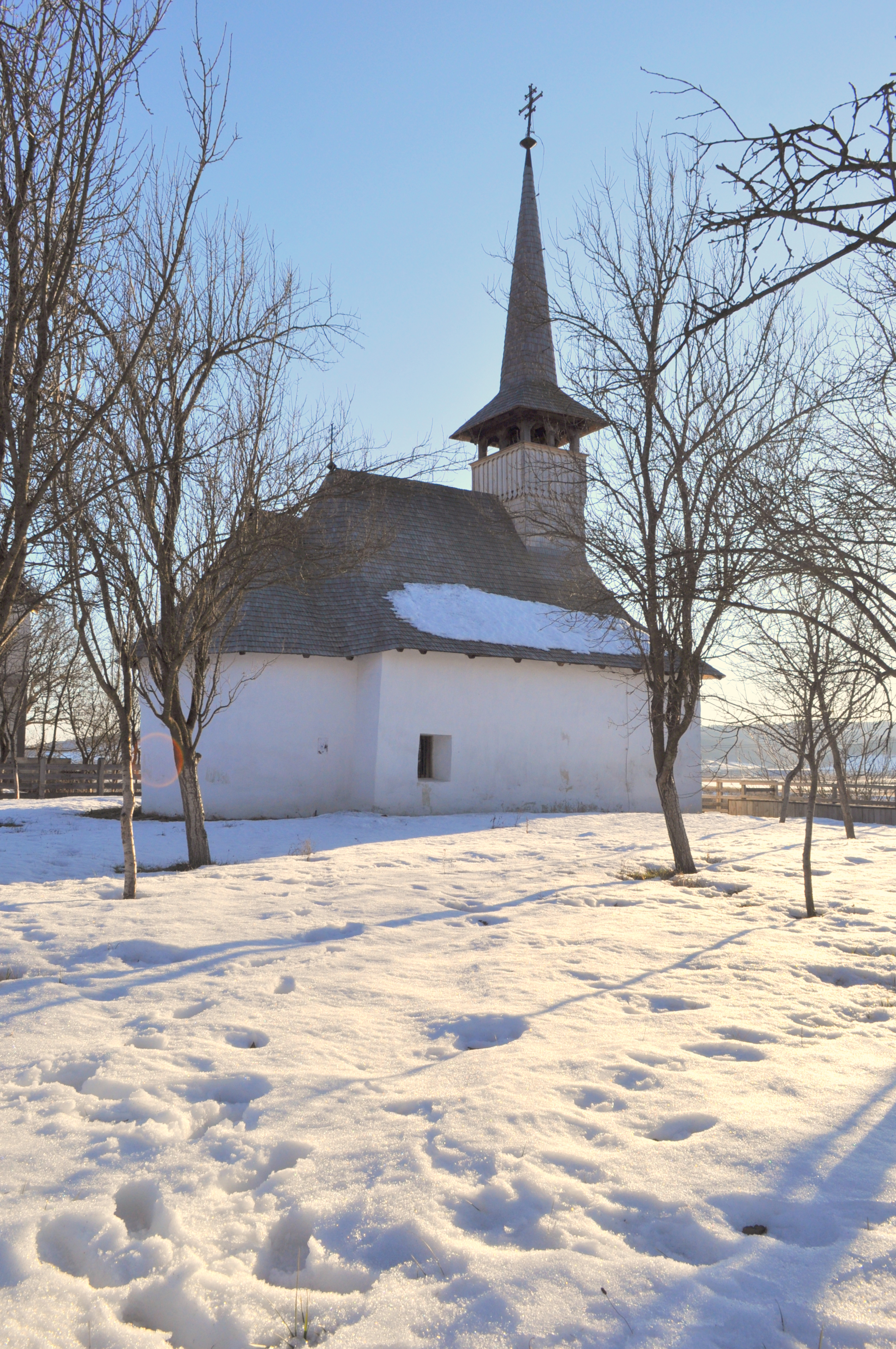
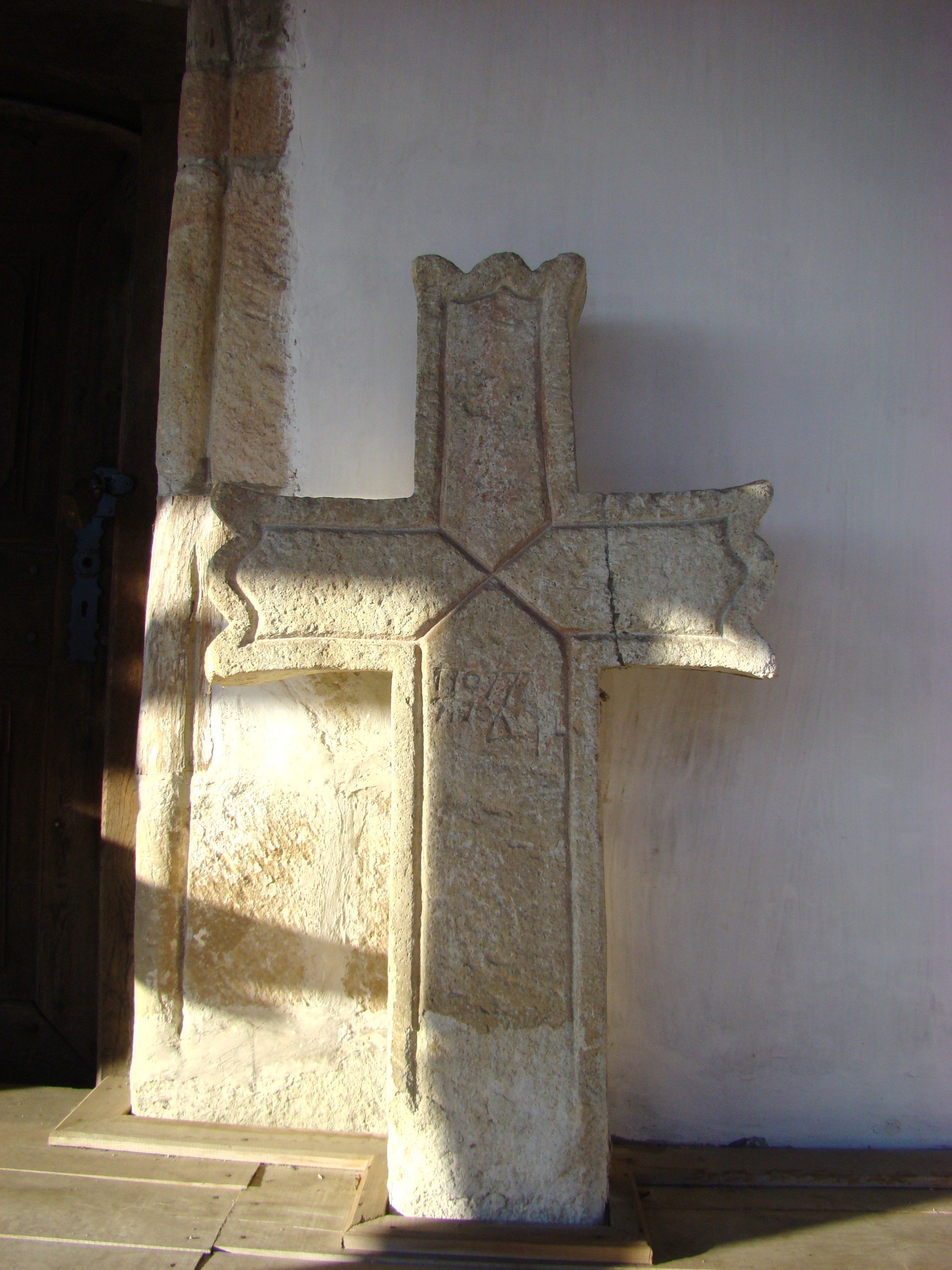
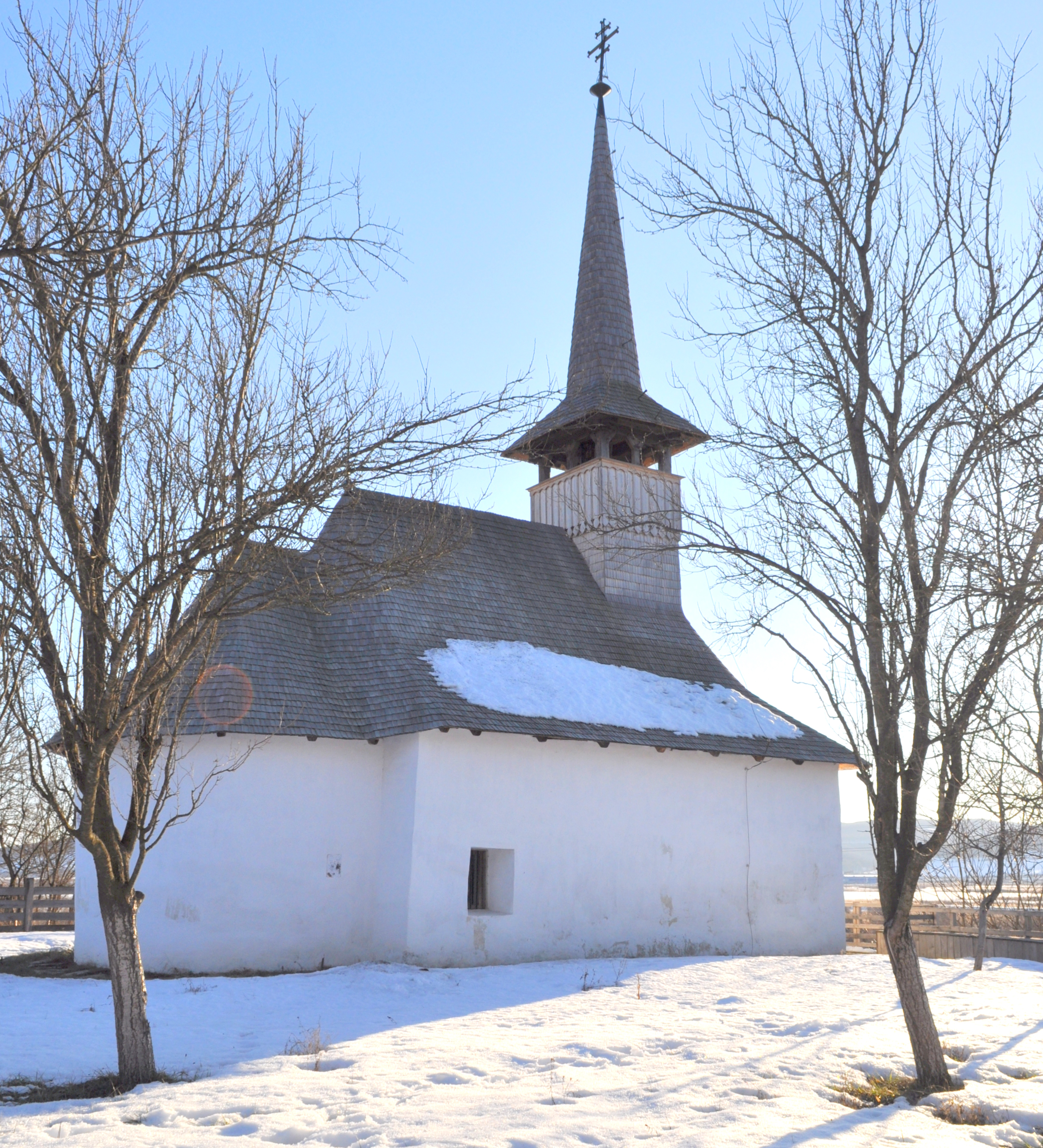
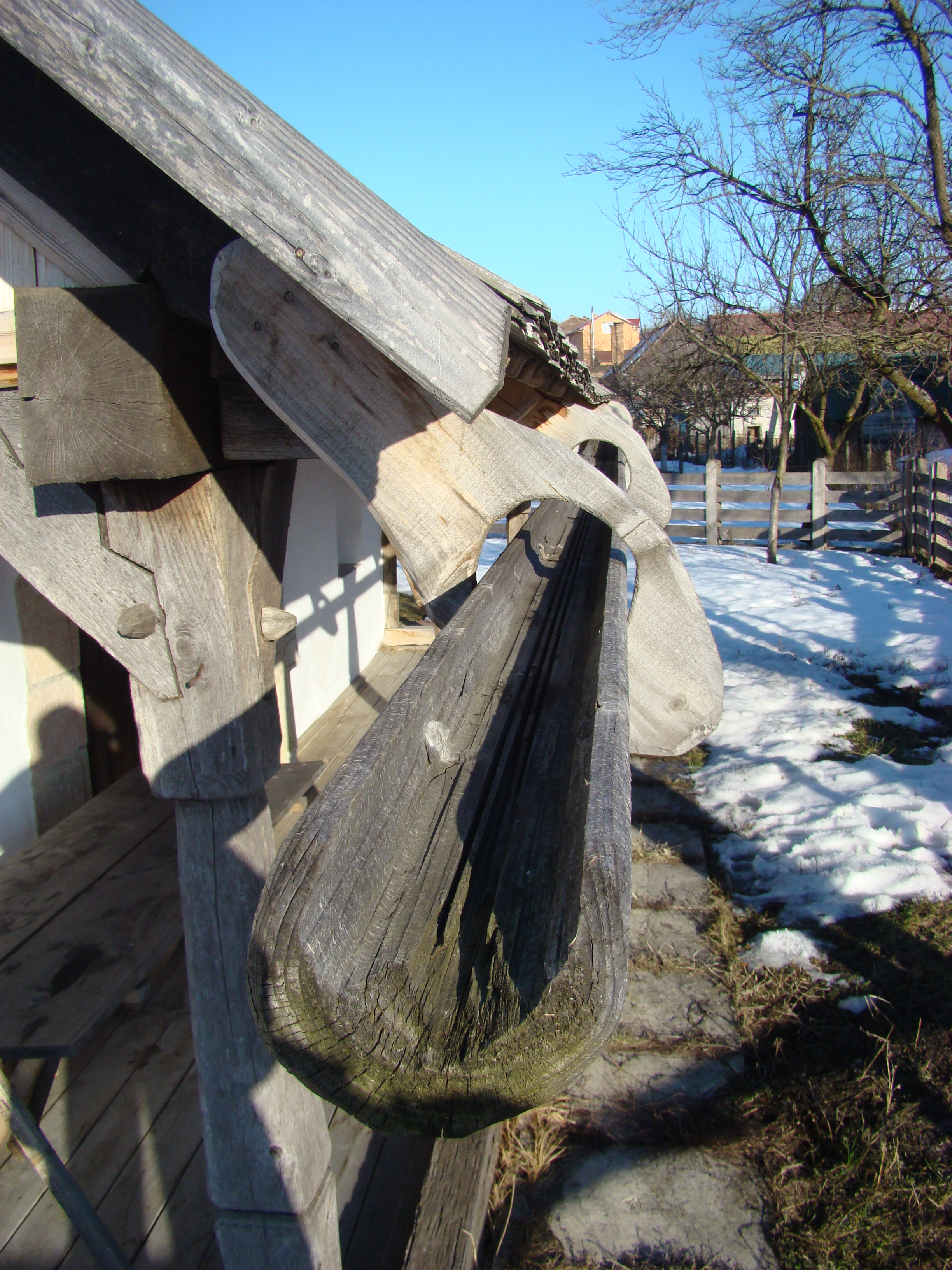
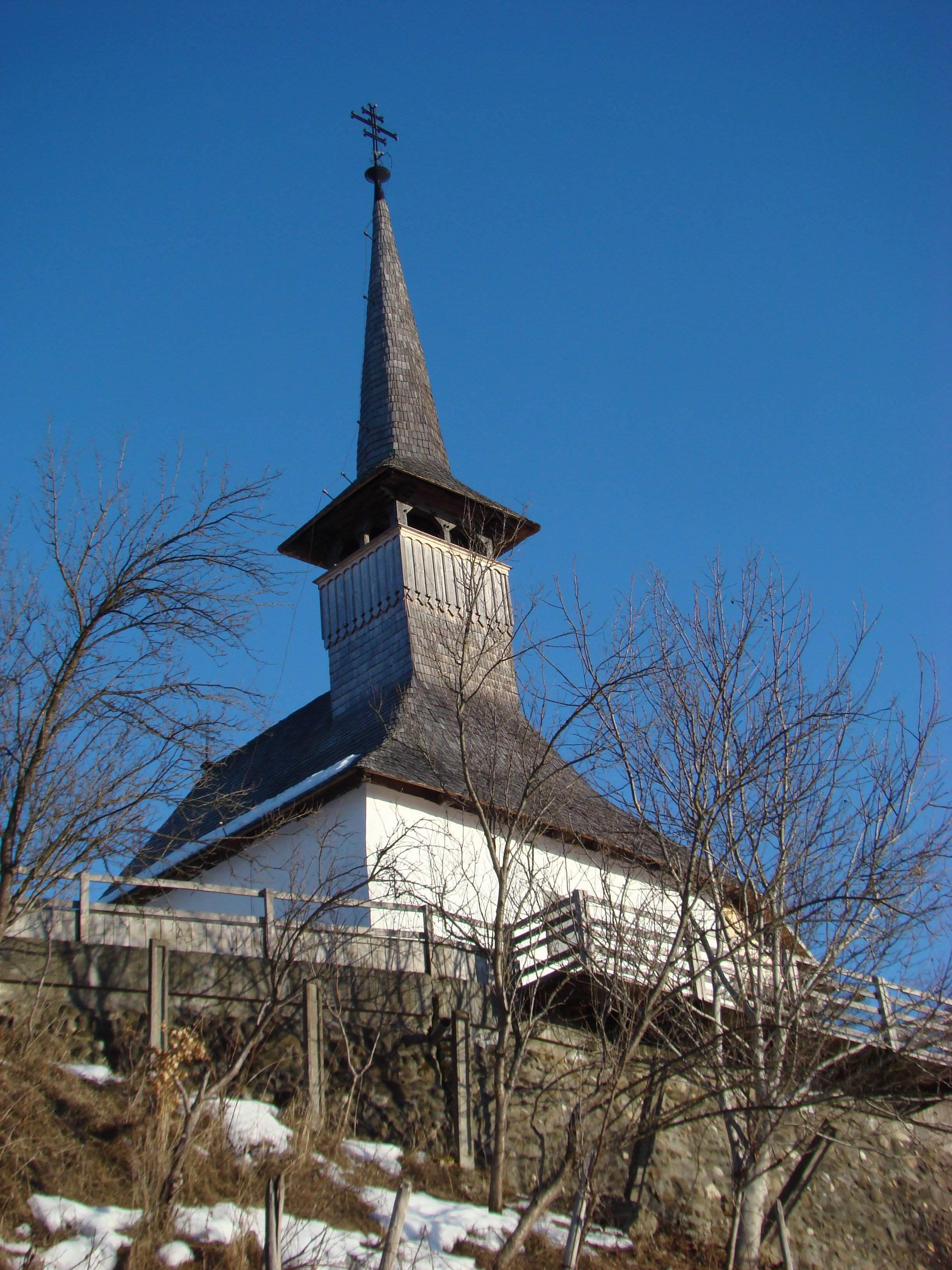
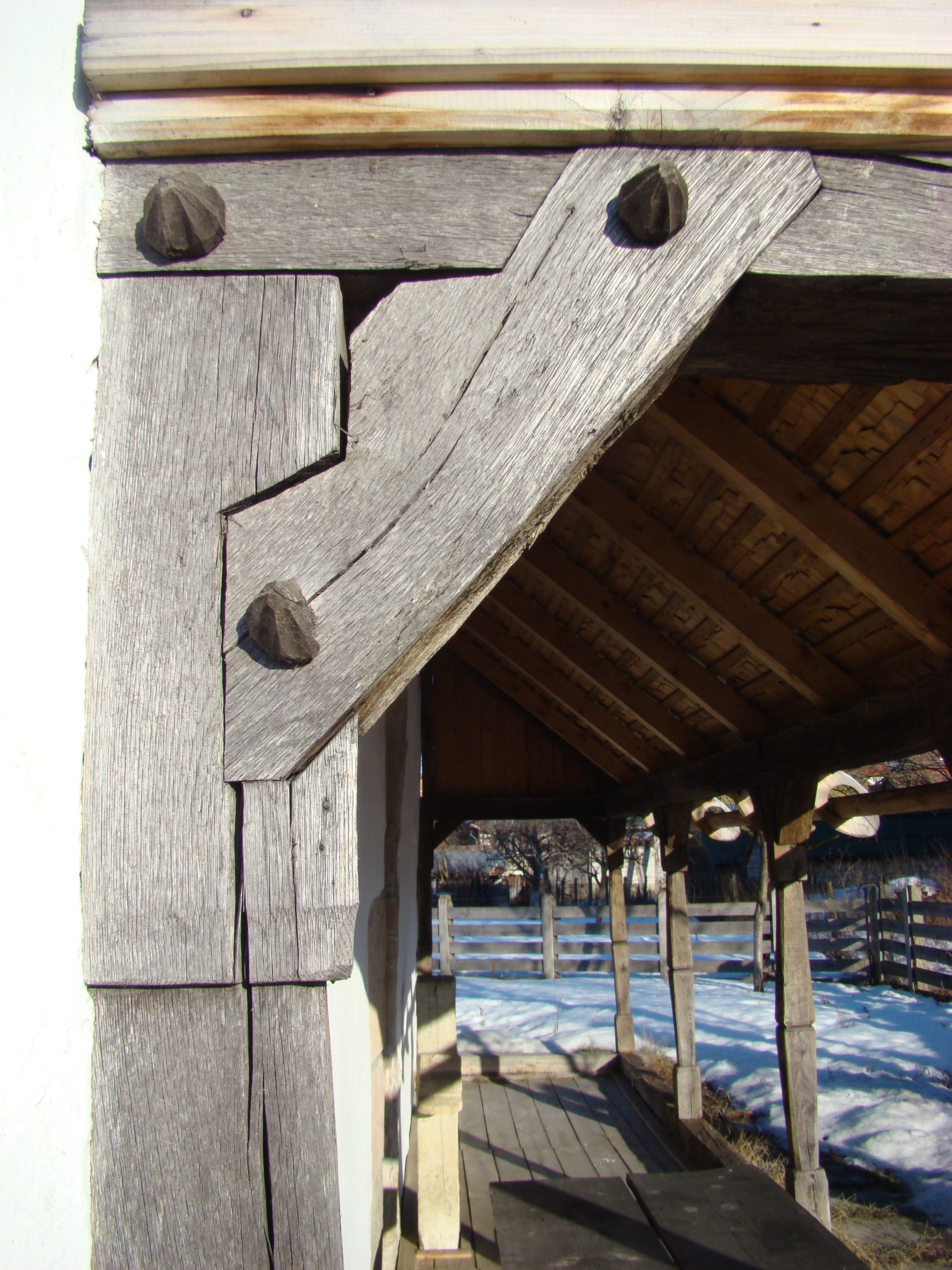
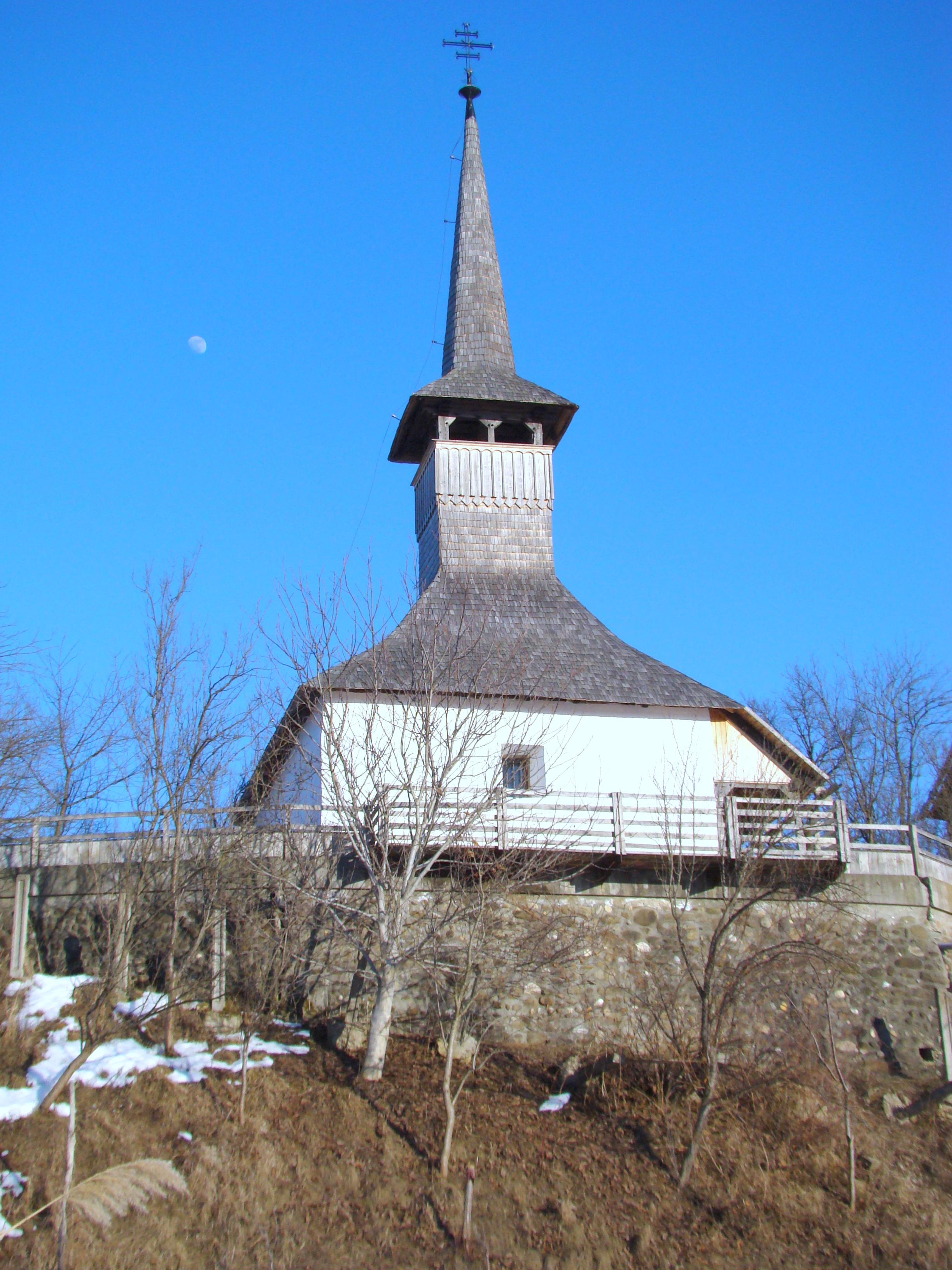
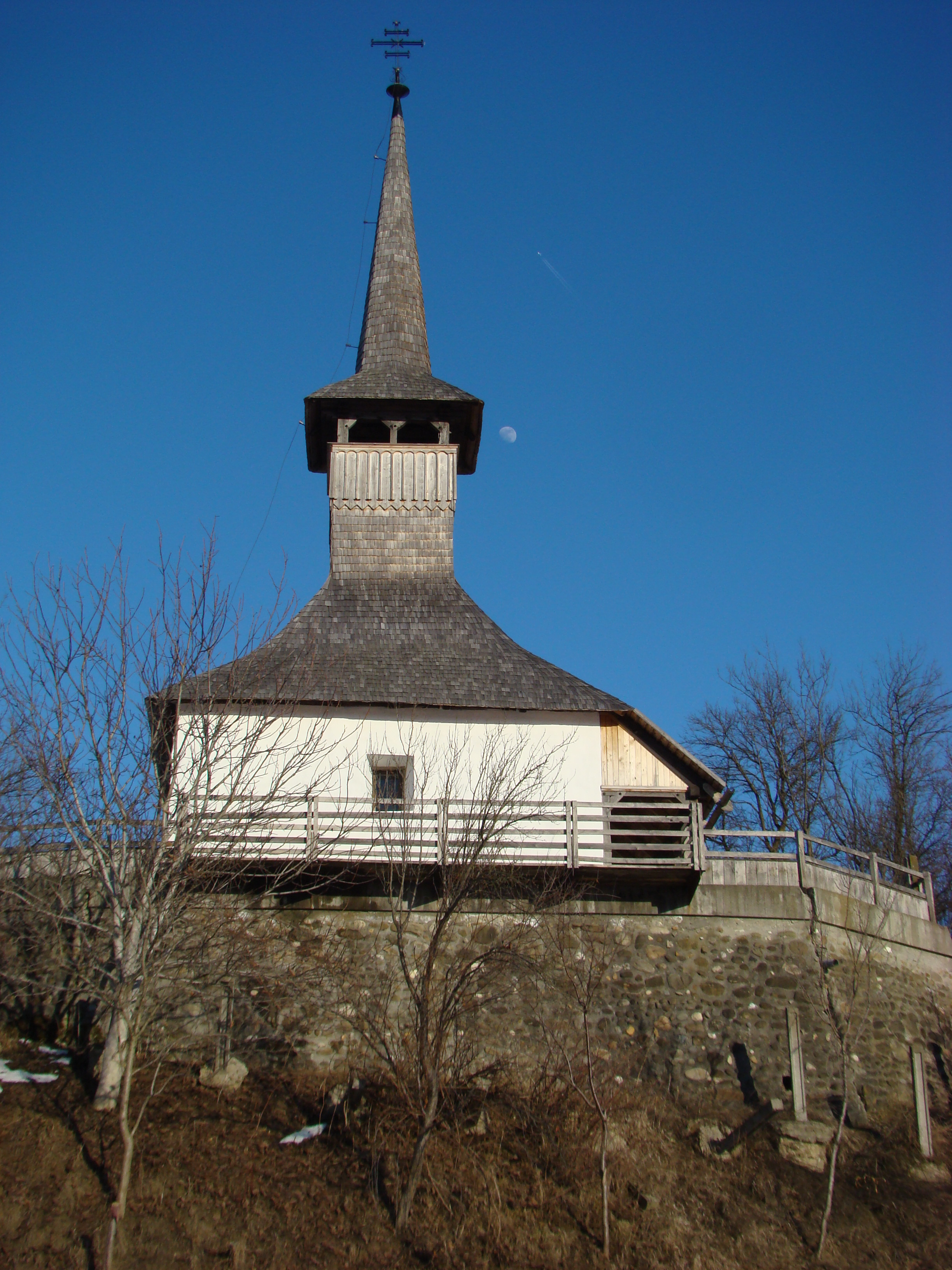
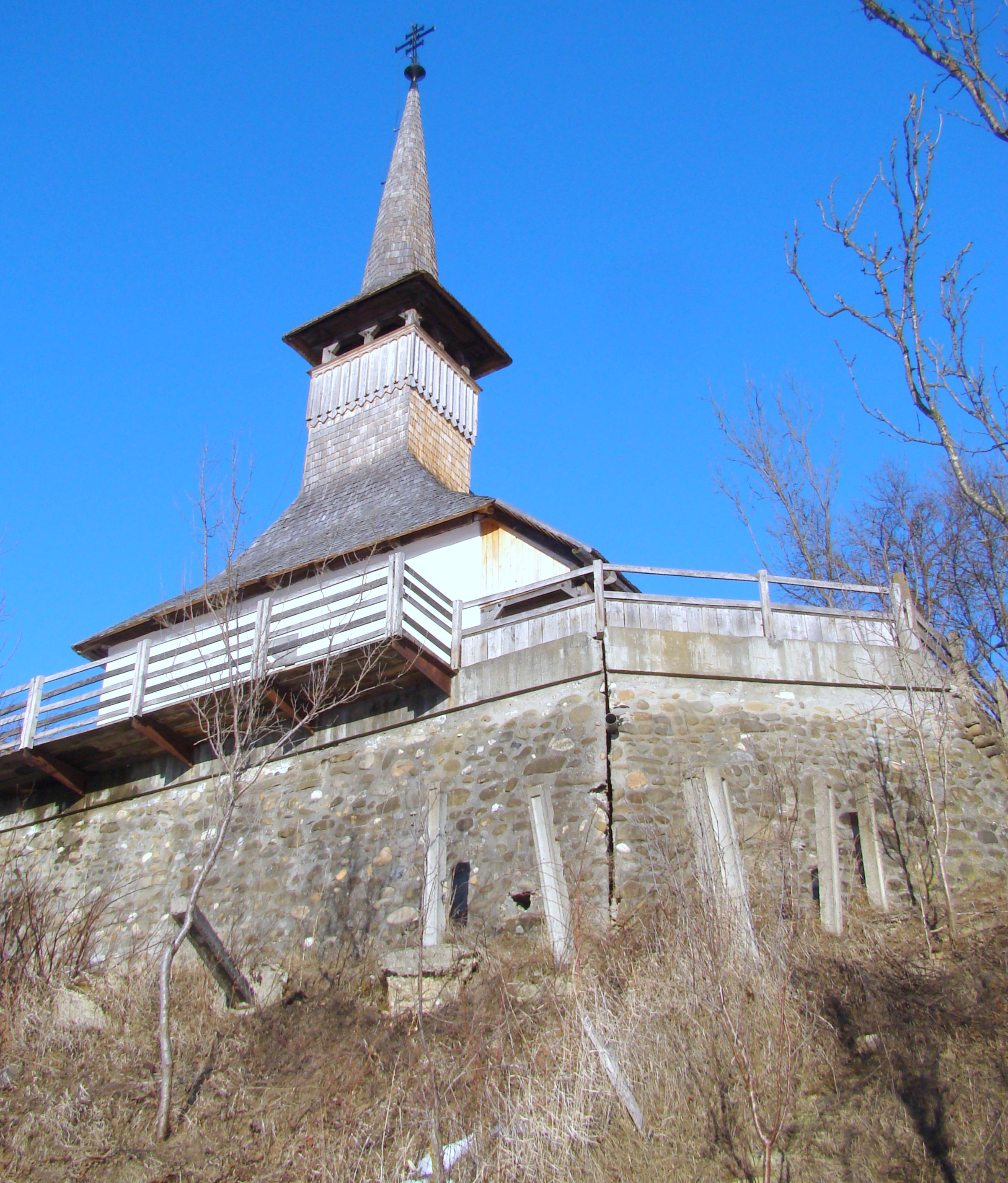
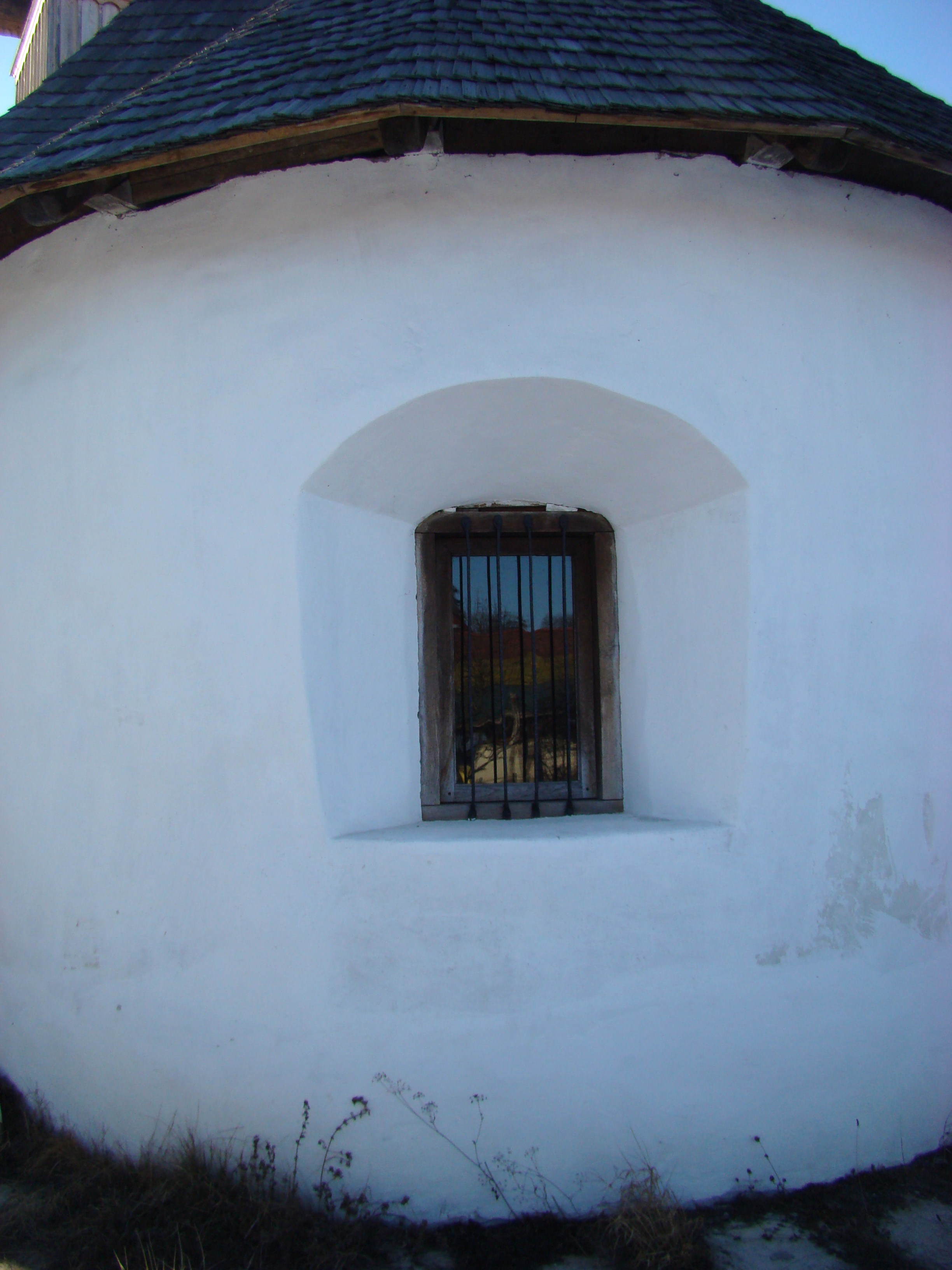
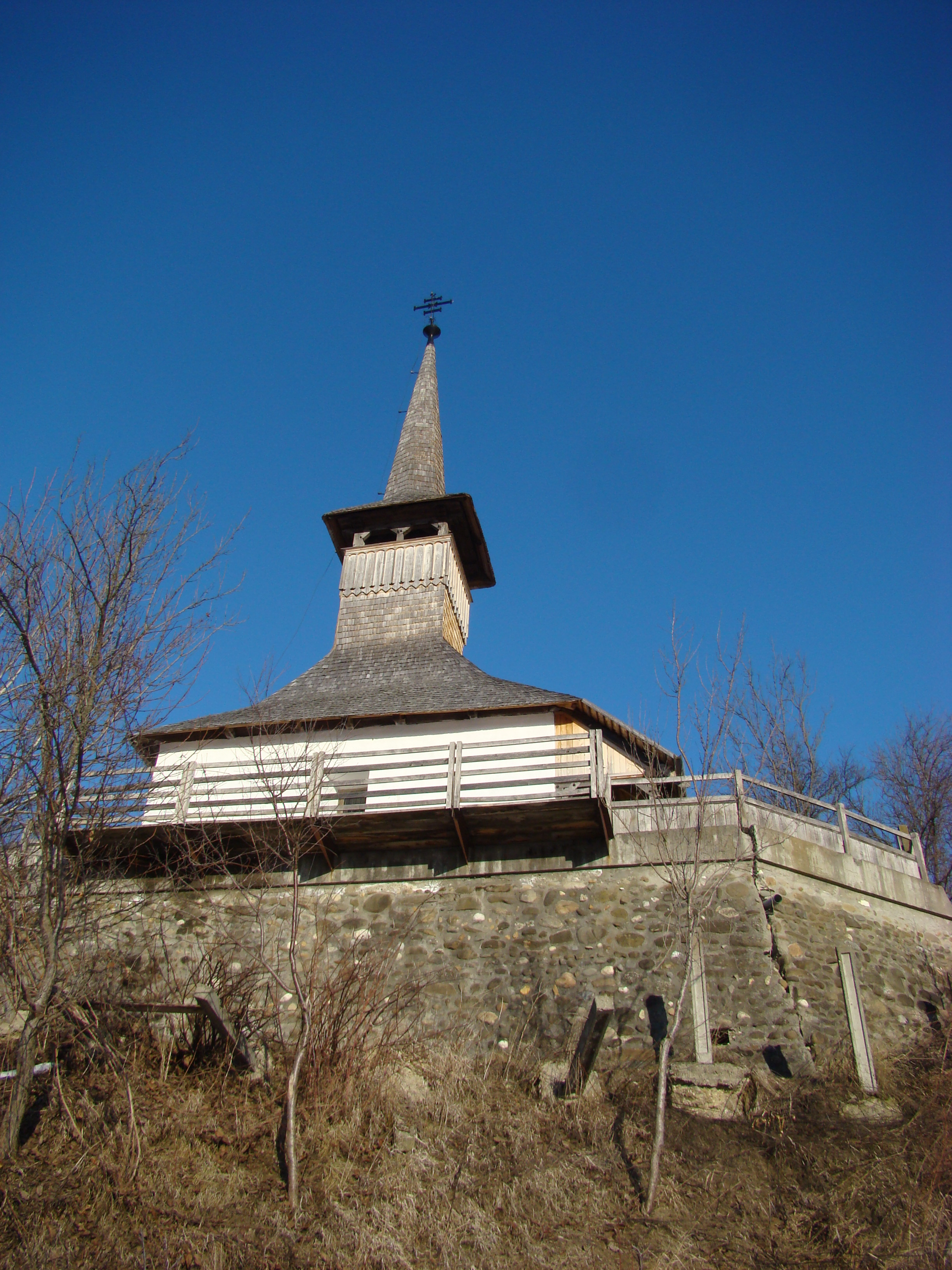
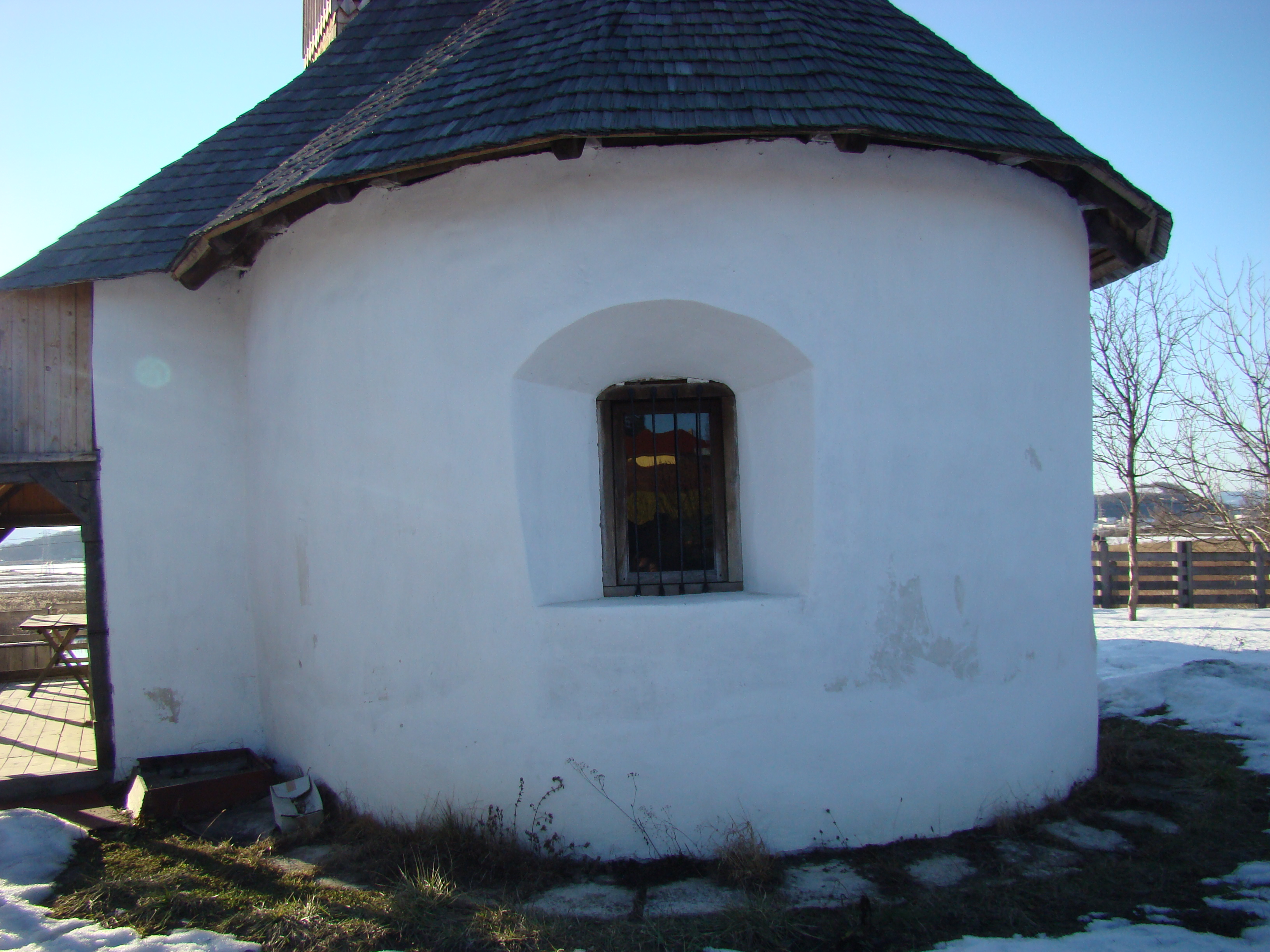
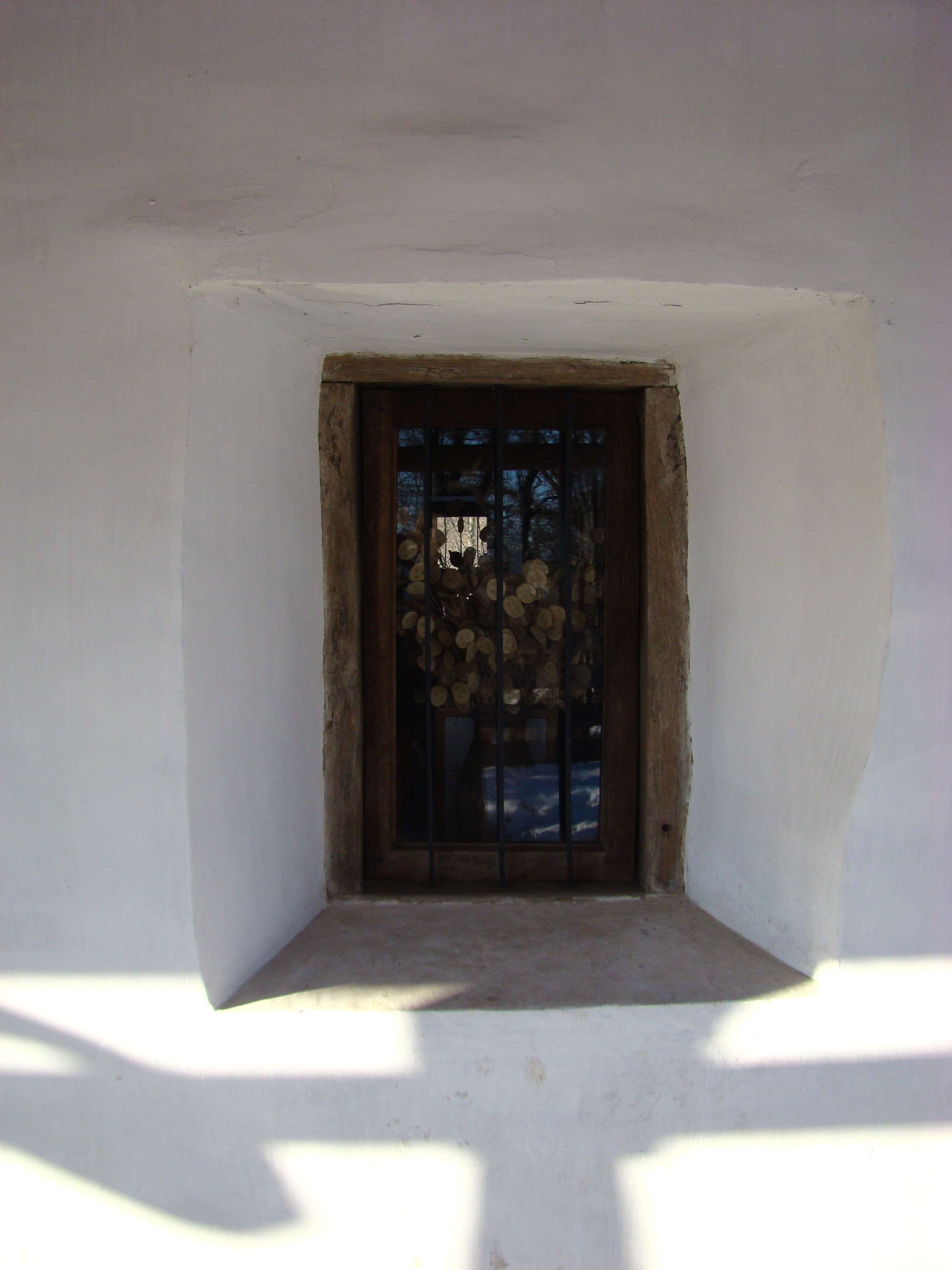
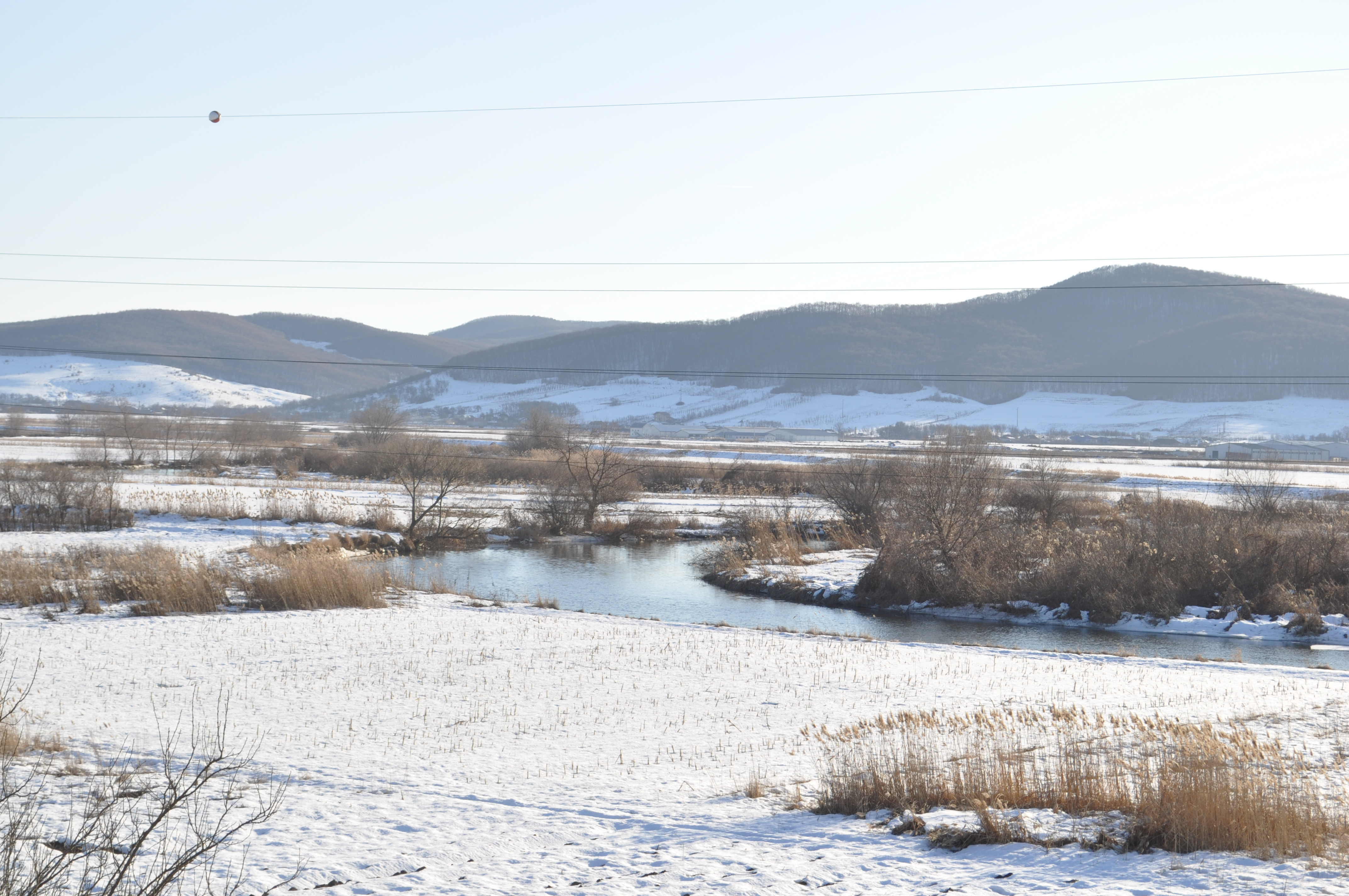
Împrejurimi: valea Someșului Mic
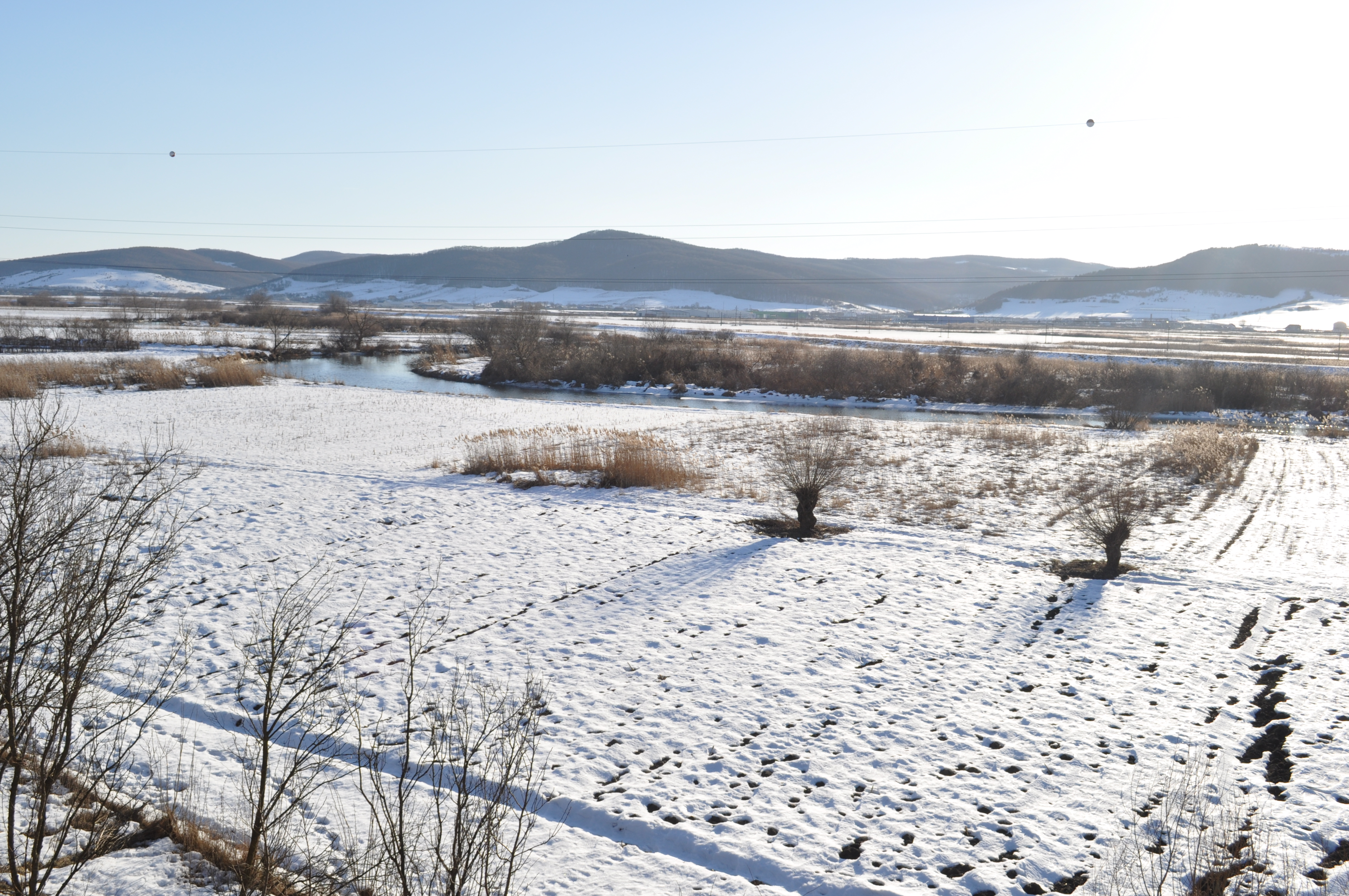
Împrejurimi

## Imagini din interior

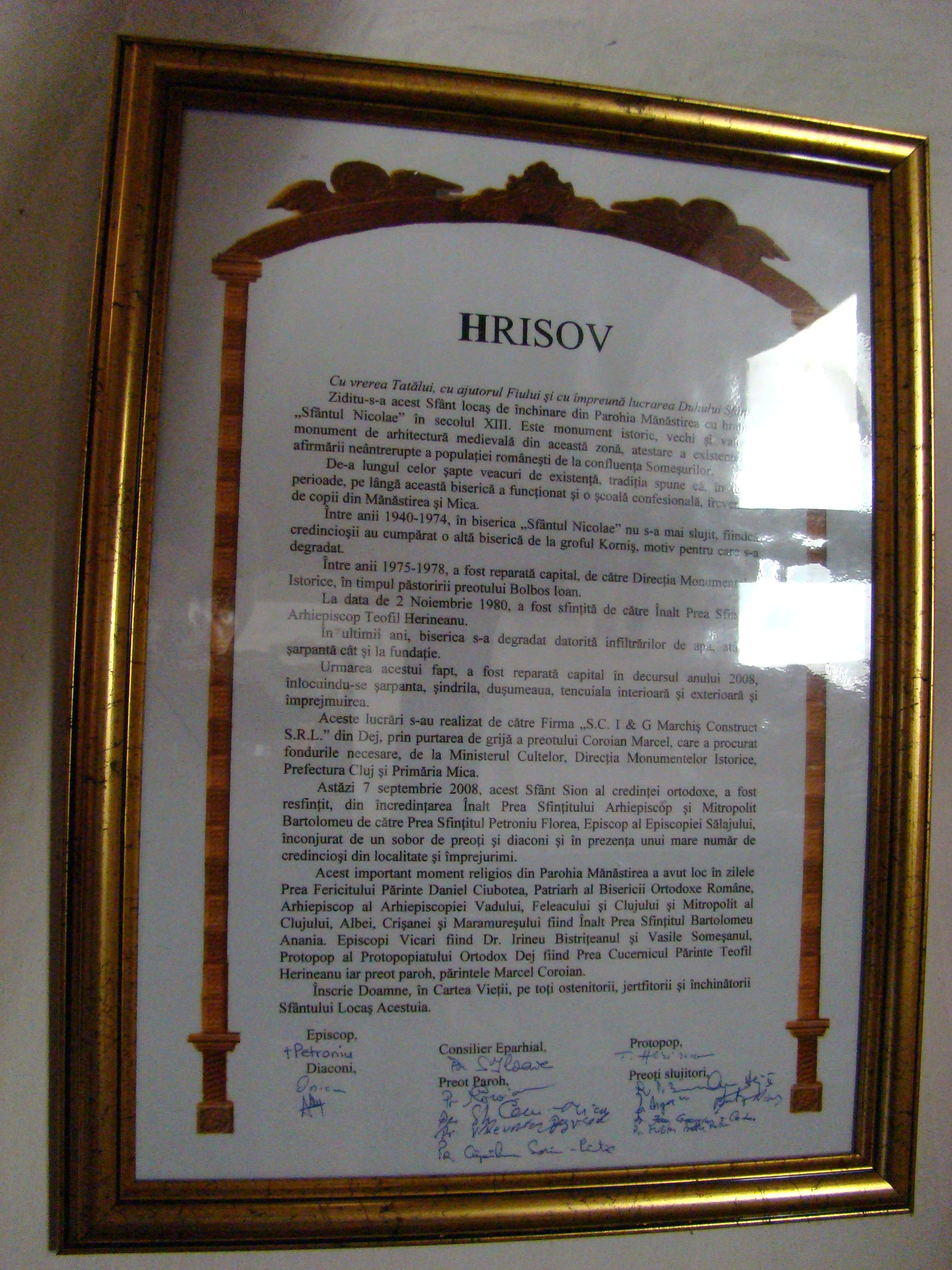
Hrisov de la resfințirea bisericii de către Prea Sfințitul Petroniu Florea, Episcop al Sălajului
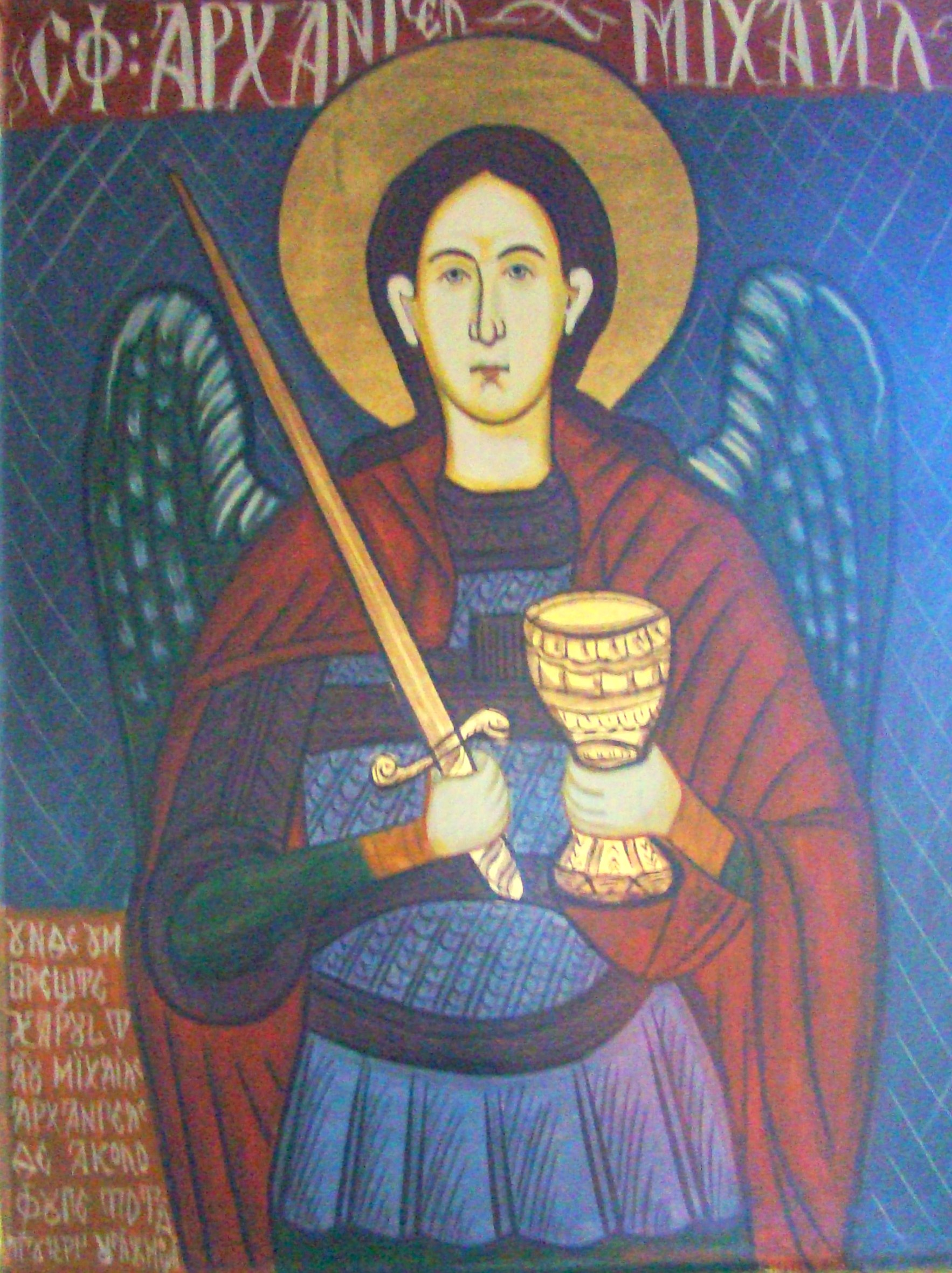
Icoană împărătească: Arhanghelul Mihail
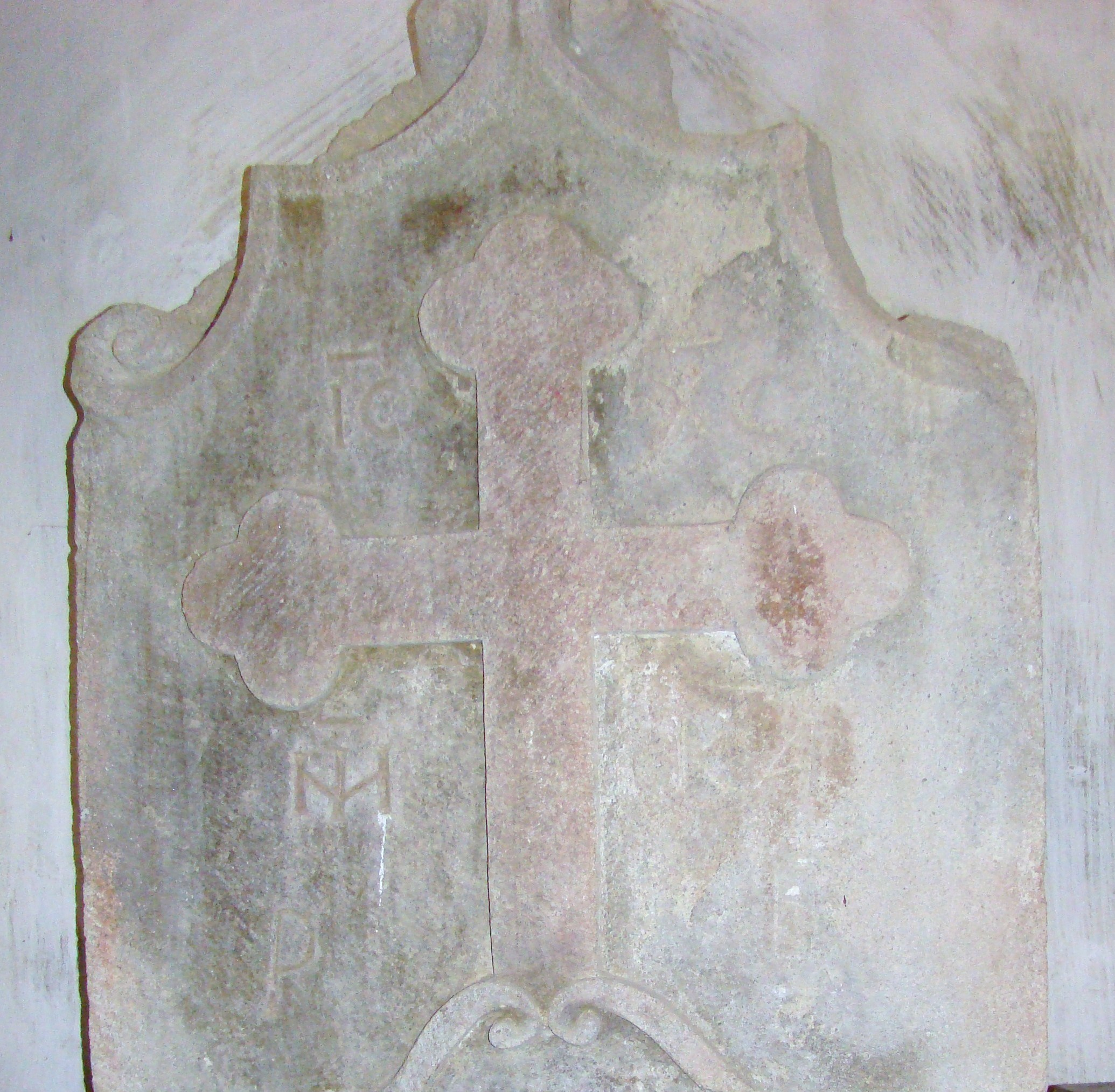
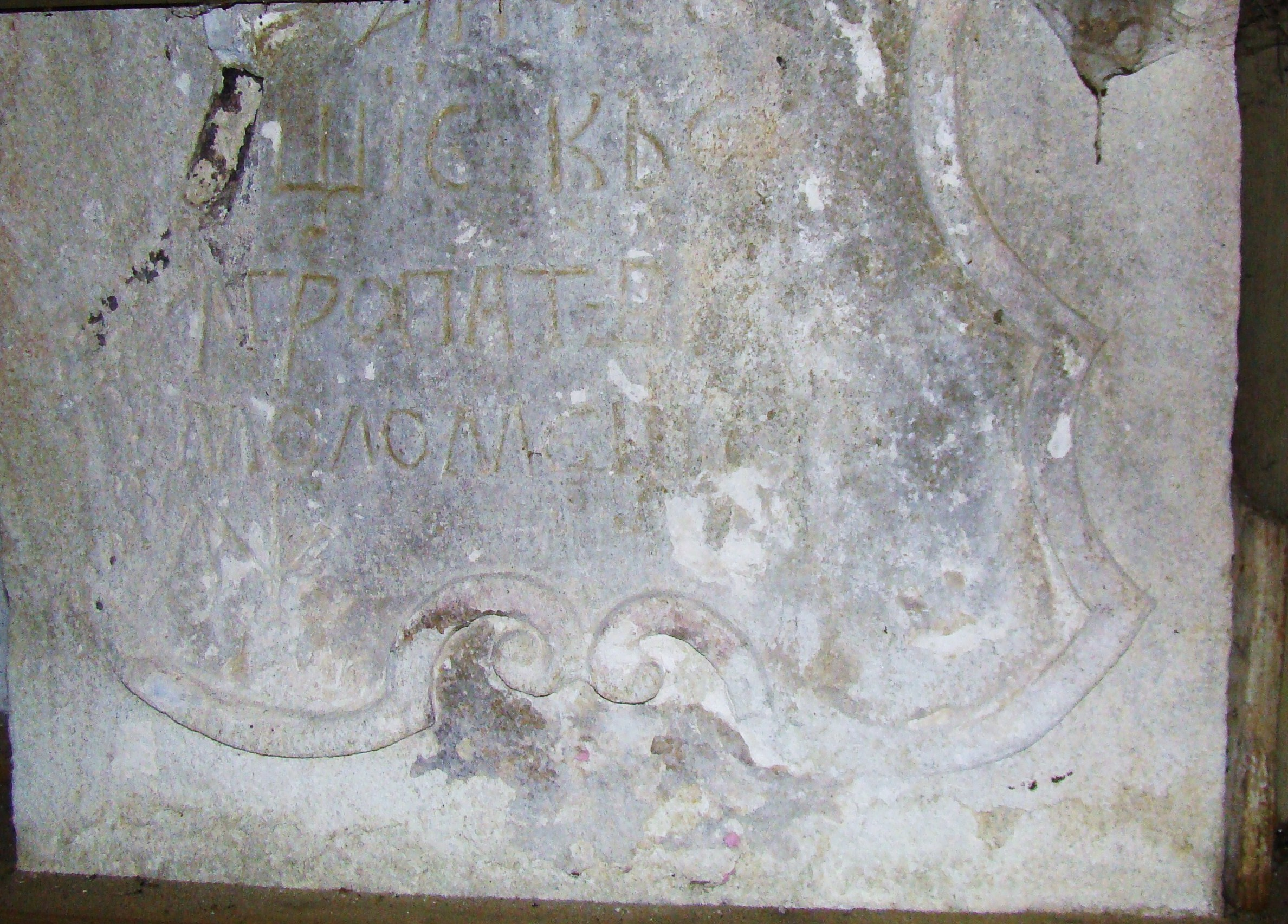
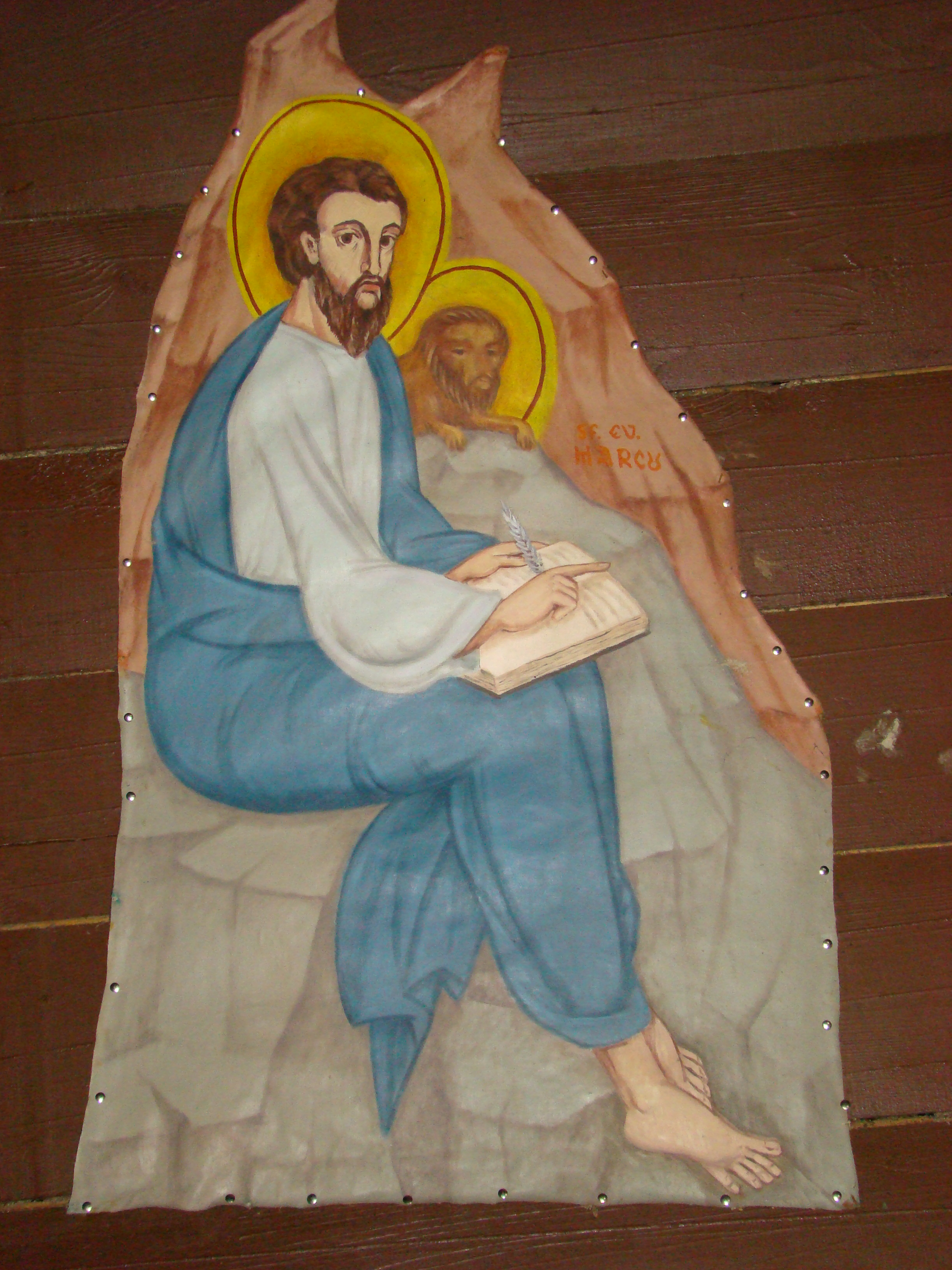
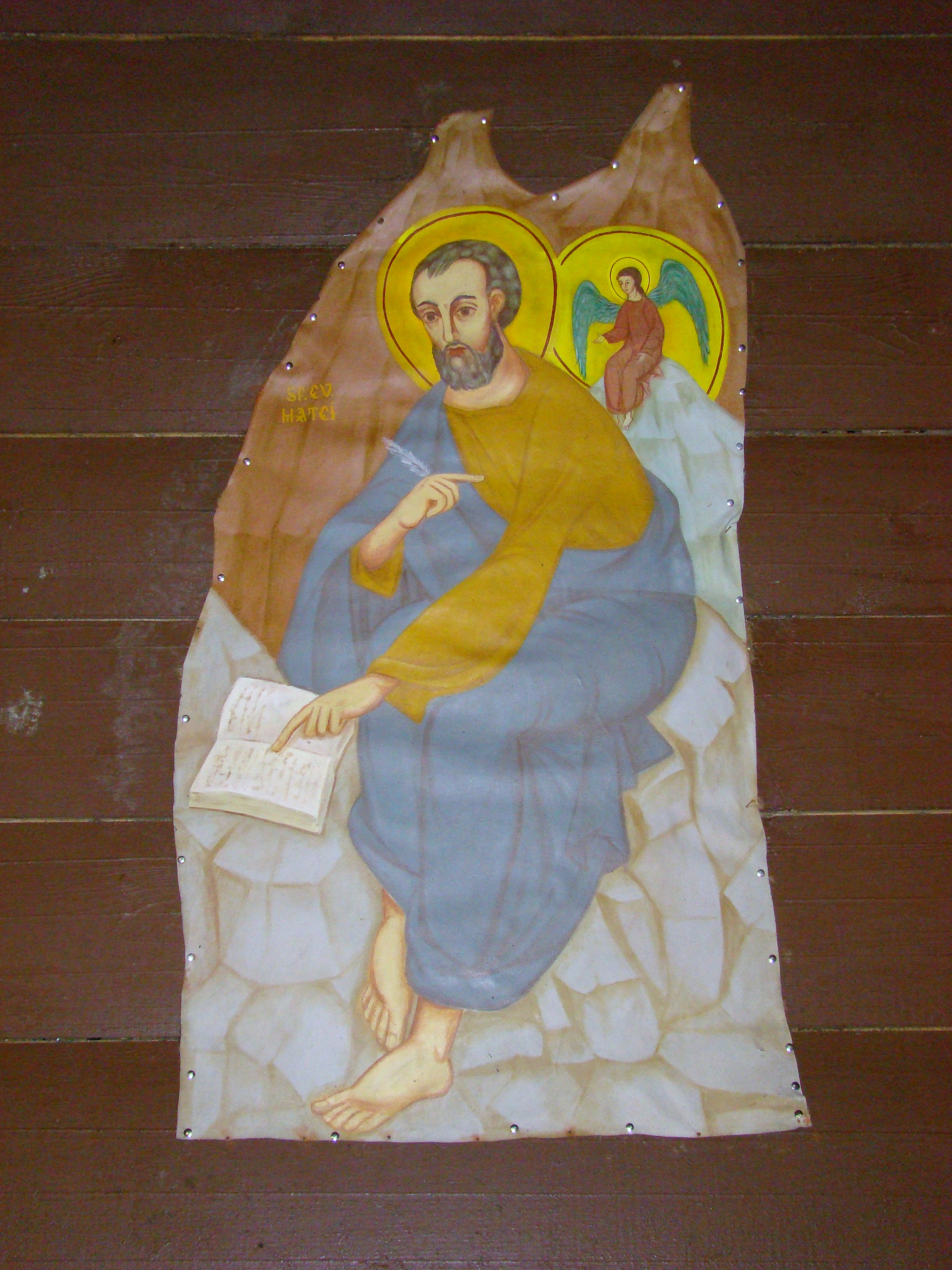
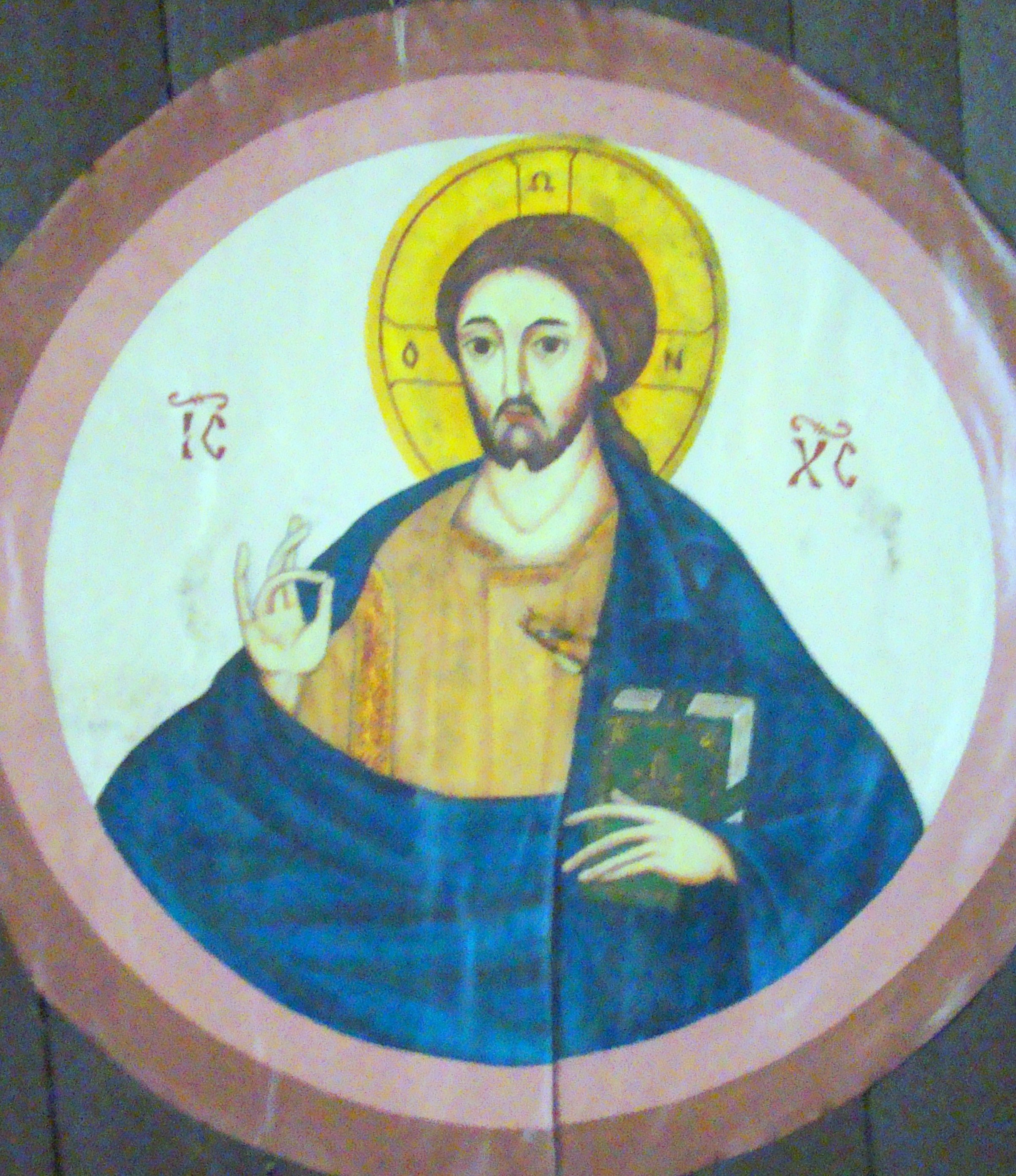
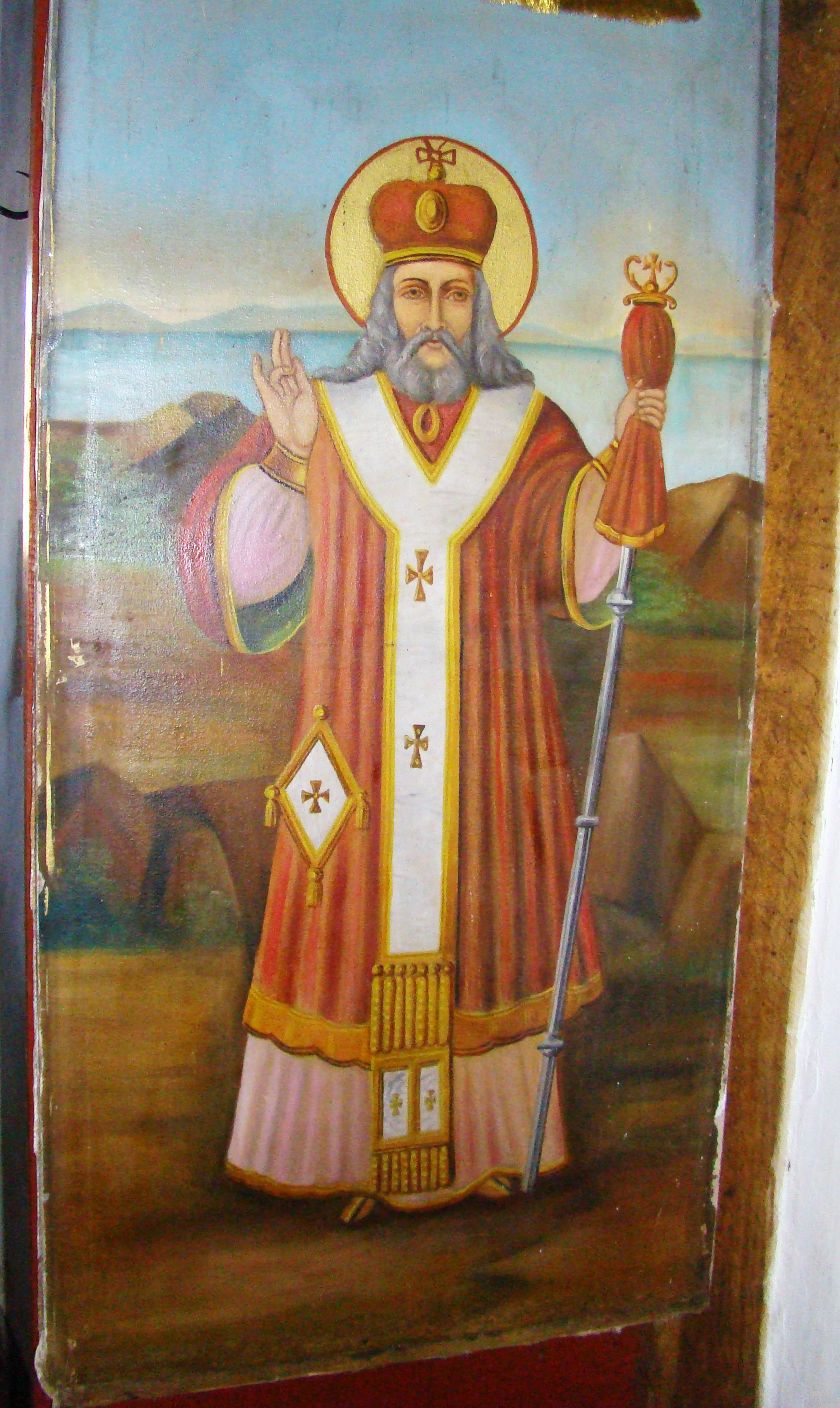
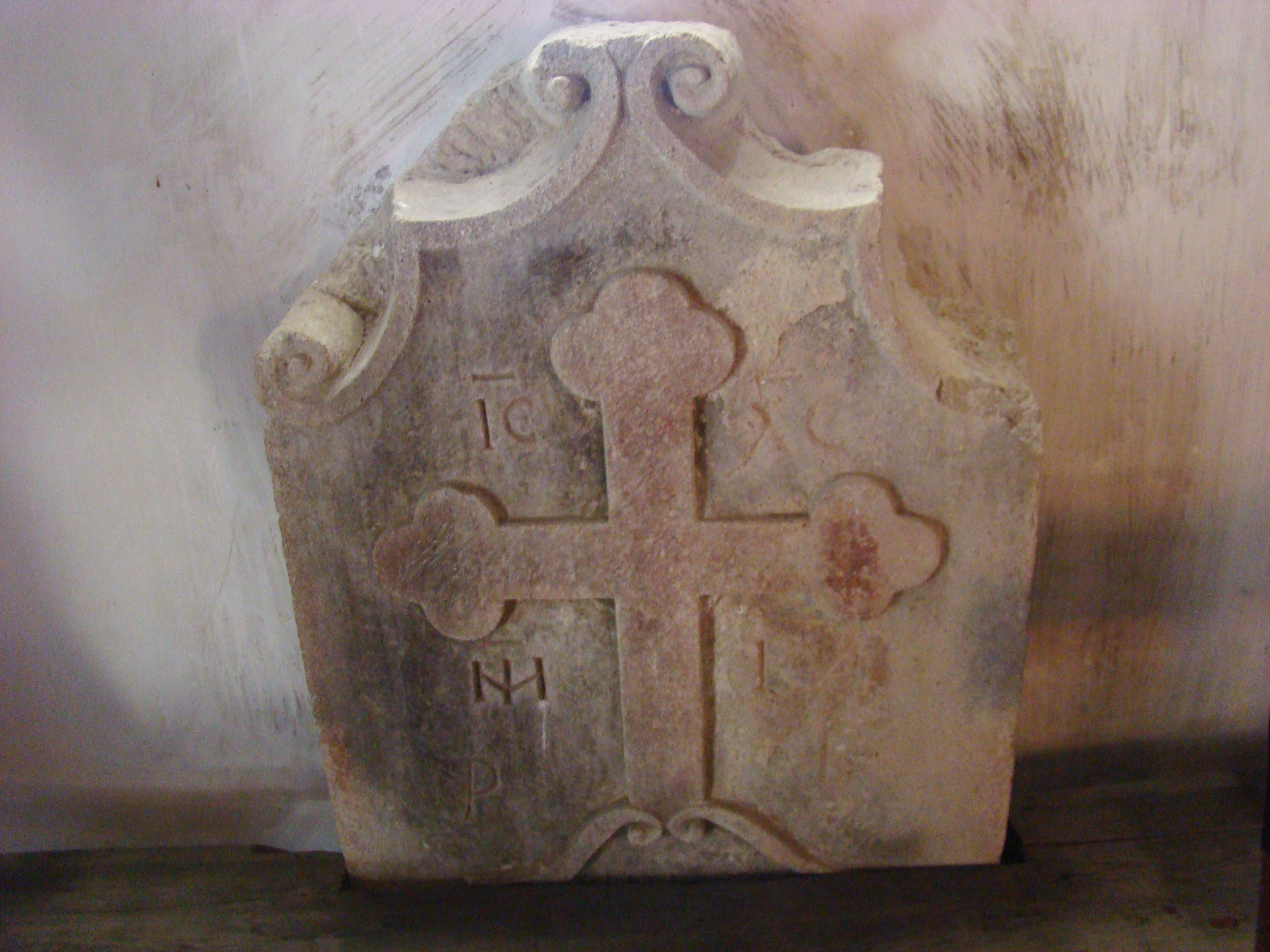
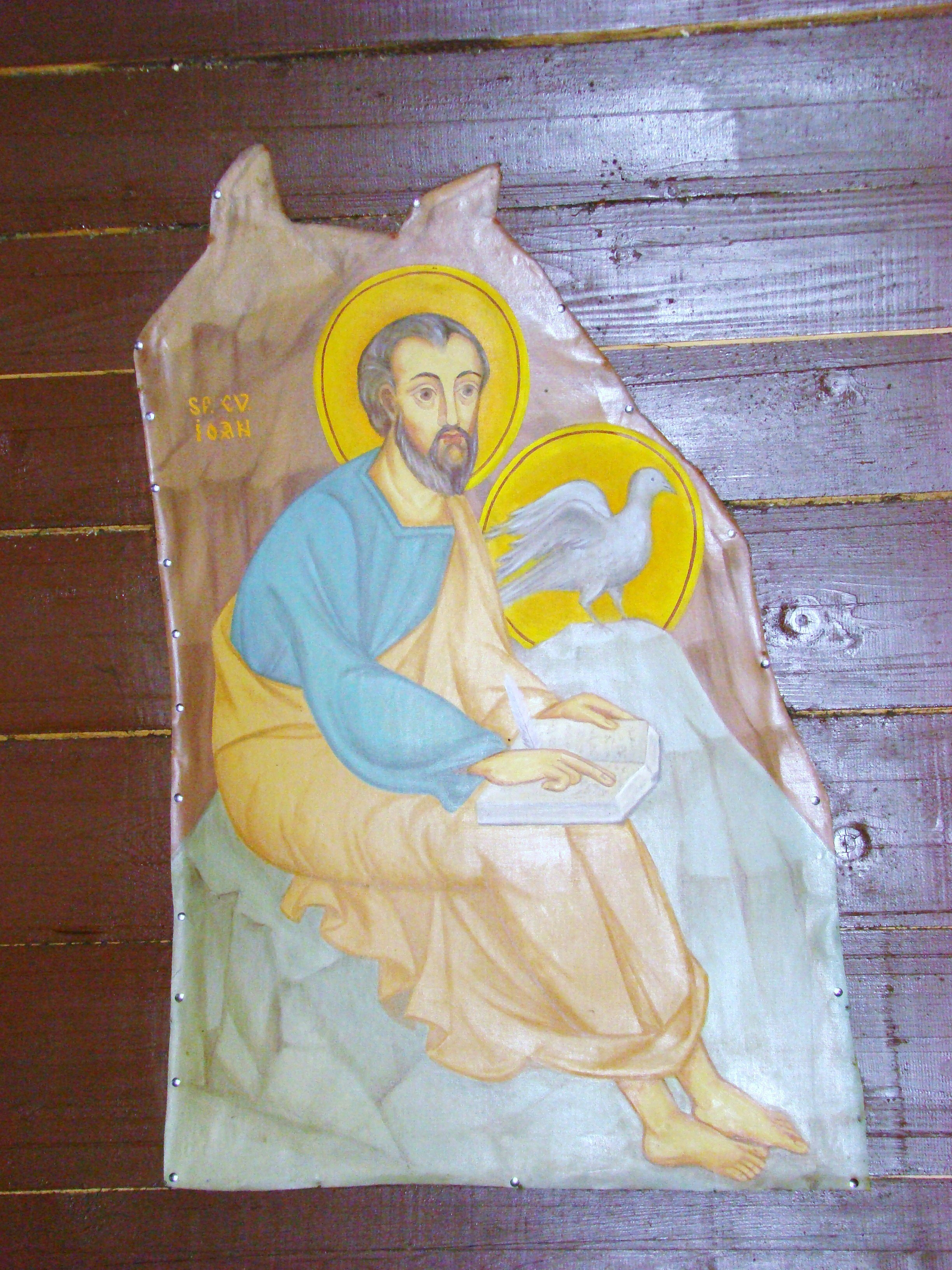
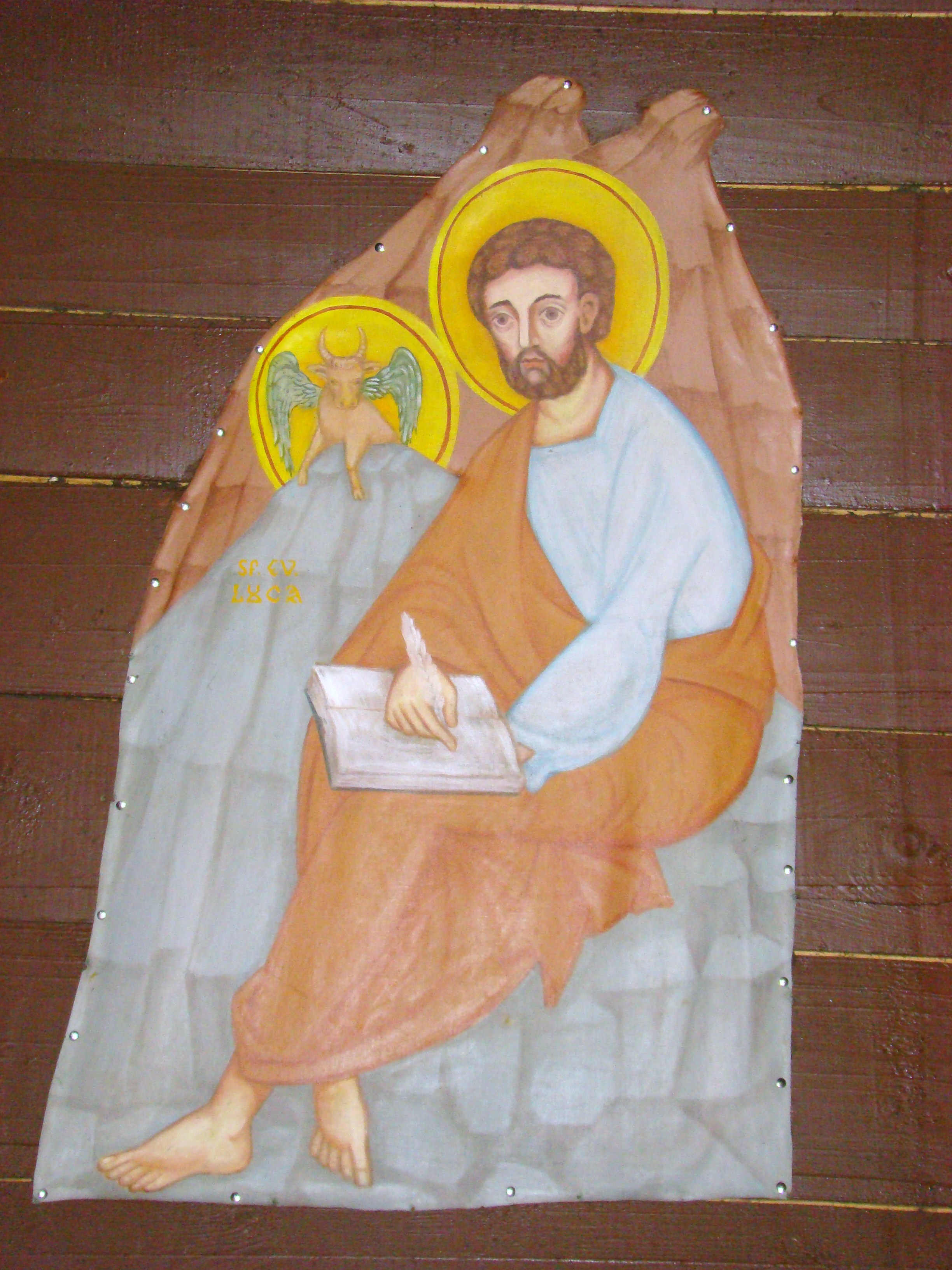